# Matière plastique
Pour les articles homonymes, voir Plastique.

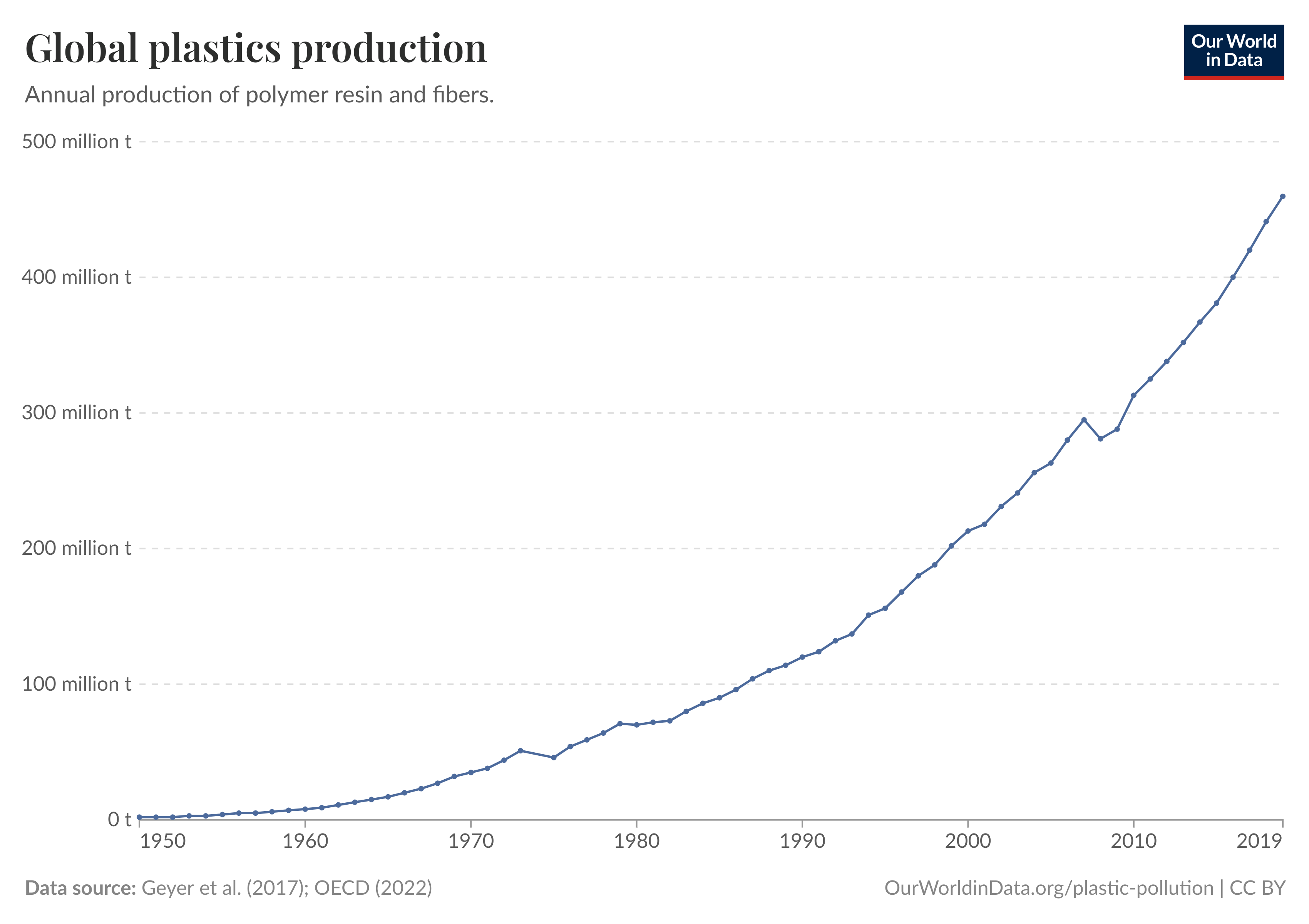
Graphique montrant la croissance de la production de plastique des années 1950 à 2015, essentiellement à partir d'hydrocarbures fossiles

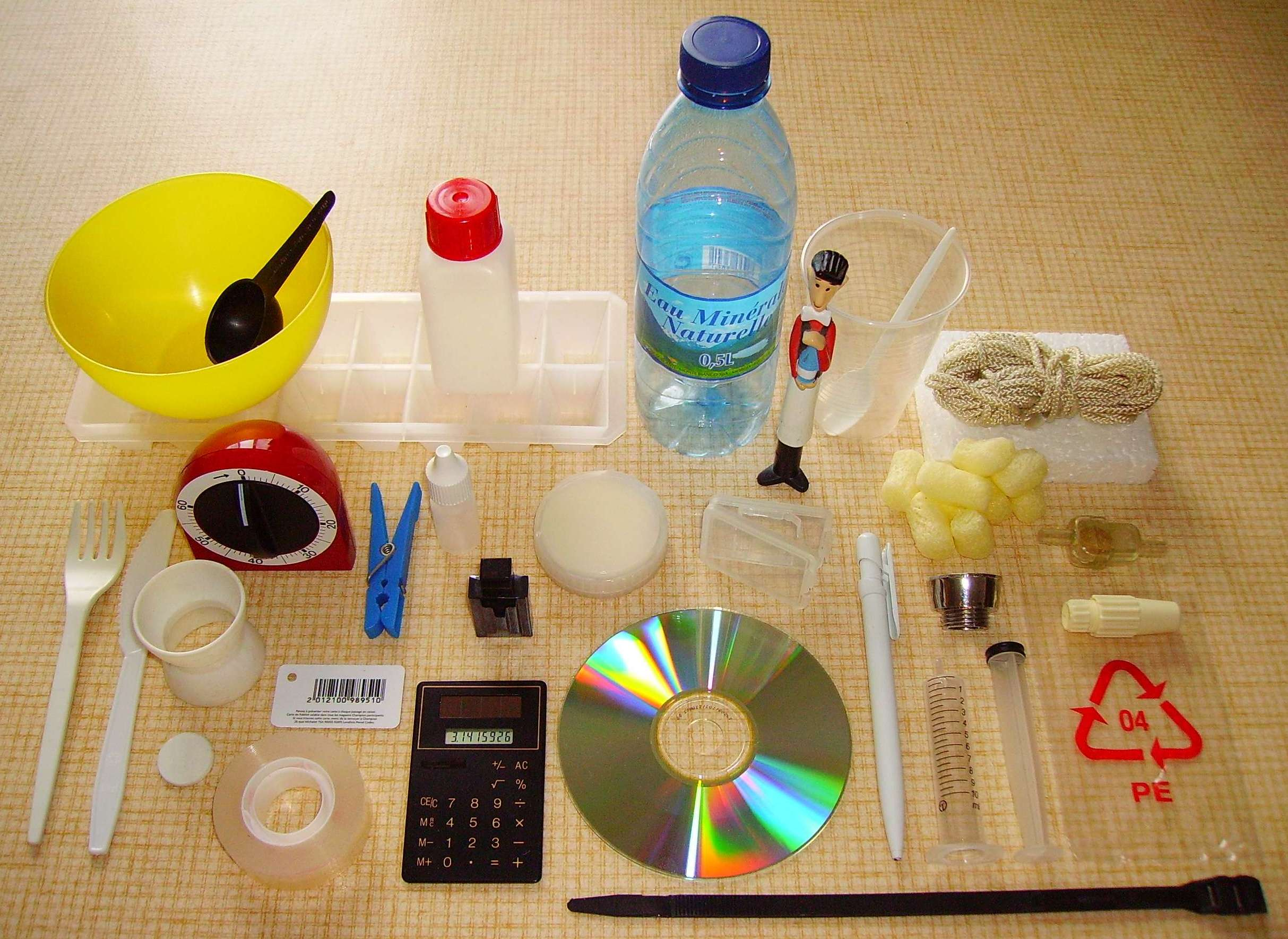
Les matières plastiques font désormais partie de notre quotidien.
Structure typique d'une formule :
matière plastique = polymère(s) brut(s) (résine(s) de base) + charges + plastifiants + additifs.
Les élastomères sont souvent classés hors des matières plastiques proprement dites.

Une matière plastique (le plastique en langage courant) est un polymère généralement mélangé à des additifs, colorants, charges (miscibles ou non dans la matrice polymère). Il en existe une large gamme ; moulés par injections, extrudés, étiré en film, généralement façonné à chaud et sous pression, pour aboutir à un semi-produit ou à un objet, y compris fils et fibres (tissus), mastics, revêtements, etc. Il est utilisé dans presque tous les secteurs d'activité. Certains ont des propriétés jamais auparavant réunies, par exemple la transparence et la résistance aux chocs.
Avec environ 400 millions de t/an (en 2022), quantité susceptible de doubler avant 2040, à 90 % issus d'hydrocarbures fossiles il est devenu omniprésent. Et seul environ 9 % du plastique est recyclé (12 % incinérés et le reste mis en décharge ou perdu dans la nature, peu à peu dégradé en microplastiques et en nanoplastiques), ce qui fait du déchet plastique un problème préoccupant.
En mars 2022, les dirigeants mondiaux et les ministres de l'environnement ont entamé des négociations pour un premier traité international (juridiquement contraignant) au monde visant à éliminer la pollution par le plastique.

## Étymologie
Le mot « plastique » dérive du latin plasticus, lui-même issu du grec ancien πλαστικός / plastikós, « relatif au modelage », dérivé du verbe πλάσσω / plássô, « mouler, former », dont dérive aussi le mot plasma.

## Historique

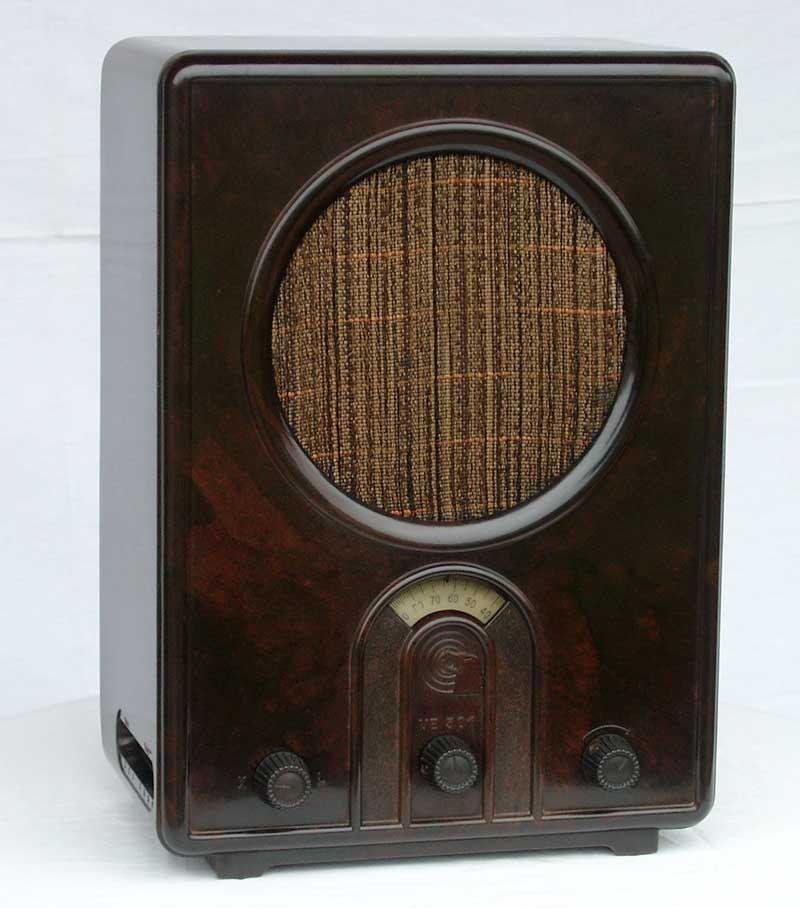
Les premiers plastiques industriels très résistants ont été produits à partir du lait. La Bakélite a connu un immense succès à partir des années 1920 ; ici sous forme de face avant d'un poste de radio. La caséine du lait a servi d'agent plastifiant en peinture dès le Moyen Âge et peut-être bien plus tôt.

Si l'on peut faire remonter l'histoire des matières plastiques à l'Antiquité, c'est surtout à partir de la fin du XIXe siècle que leur utilisation se développe avec la mise au point de plastiques synthétiques. Des centaines de chercheurs et de bricoleurs de génie sont à l'origine de cet essor. Les premiers plastiques, artificiels, résultaient de la transformation chimique de polymères naturels tels la cellulose et la caséine (le squelette macromoléculaire étant préservé lors de cette transformation). La première matière plastique industrielle basée sur un polymère synthétique est la Bakélite.
L'histoire des matières plastiques remonte à l'Égypte antique :
- au XVe siècle av. J.-C., les Égyptiens employaient des colles à base de gélatine, de caséine ou d'albumine. Ils utilisaient de la gélatine d'os pour le collage du bois. Un document daté de 1470 av. J.-C. décrit la fabrication de la colle d'os dans la construction du mobilier[2],[3] ;
- fin du XVe siècle : Christophe Colomb apporte des plants de caoutchouc appelés Cao (bois) tchu (qui pleure) par les Amérindiens[réf. nécessaire] ;
- 1736 : les naturalistes français Charles Marie de La Condamine et François Fresneau de La Gataudière découvrent le caoutchouc naturel dans le bassin amazonien un peu par hasard ;
- 1835 : Henri Victor Regnault découvre par accident la réaction de polymérisation du chlorure de vinyle ;
- 1839 : l'Américain Charles Goodyear découvre par sérendipité le procédé de vulcanisation du caoutchouc naturel par le soufre ;
- 1862 : l'Anglais Alexander Parkes présente la Parkesine (issue de la cellulose), l'un des plus anciens polymères artificiels, lors de l'Exposition universelle de Londres. Cette découverte est à la base de l'industrie plastique moderne ;
- 1870 : John Wesley Hyatt invente le celluloïd (utilisé dans les balles de tennis de table) qui est considéré comme la première matière plastique artificielle, dont l'origine remonte à 1856. Il est obtenu en plastifiant la nitrocellulose (issue de la nitration de la cellulose du bois) à chaud par le camphre. Il fait suite à un embargo de boules de billard en ivoire pendant la guerre de Sécession aux États-Unis d'Amérique ;
- 1884 : Hilaire de Chardonnet invente la viscose en dissolvant de l'acétate de cellulose dans du chloroforme ;
- 1892 : le scientifique français Auguste Trillat, travaillant sur la caséine du lait, réussit à la durcir en y ajoutant du formol, et obtient la « pierre de lait », un polymère thermodurcissable semi-synthétique. En 1897, la Galalithe est inventée par le scientifique allemand Wilhelm Krische et le chimiste autrichien Adolf Spitteler. Cette matière est plus dure que la corne, plus brillante que l'os et plus soyeuse au toucher que l'ivoire. Bientôt toutes les boules de billard seront en Galalithe. En 1918, commence la fabrication d'articles courants, comme le bouton, le bijou fantaisie, le fume-cigarette ou encore le stylo ;
- 1907 :
  - le chimiste belge, naturalisé américain Leo Baekeland découvre les résines formo-phénoliques (sous le nom commercial de Bakélite), les plus anciens polymères synthétiques industriels ; produites par polycondensation du phénol et du méthanal (famille des phénoplastes) ; utilisées à l'origine pour les boîtiers de téléphone, coques de rasoir, poignées de casserole, prises électriques, cendriers, etc. ;
  - la même année, le chimiste allemand Fritz Hofmann réalise les premiers caoutchoucs synthétiques en polymérisant des diènes conjugués ;
- 1908 : découverte de la cellophane par le chimiste suisse Jacques E. Brandenberger ;
- 1919 : le chimiste allemand Hermann Staudinger, prix Nobel de chimie en 1953, introduit la notion de macromolécule puis réalise la polymérisation de nombreux monomères éthyléniques. Il peut être considéré comme le père de la science macromoléculaire ;
- 1920 : premières études des réactions phénol-épichlorhydrine par Paul Schlack de la société IG Farben, conduisant aux résines époxyde ;
- 1931 : première fabrication industrielle du polychlorure de vinyle (PVC) ;
- 1932 : après plus de vingt ans de recherches, développement par Otto Röhm et Haas, en collaboration avec la société IG Farben, d'un grand nombre de dérivés polyacryliques, dont le polyméthacrylate de méthyle (PMMA), commercialement connu sous le nom de Plexiglas ; utilisation : feux arrière et de clignotant, certains carters de véhicule, hublots d'avion, fibres optiques, enseignes lumineuses ;

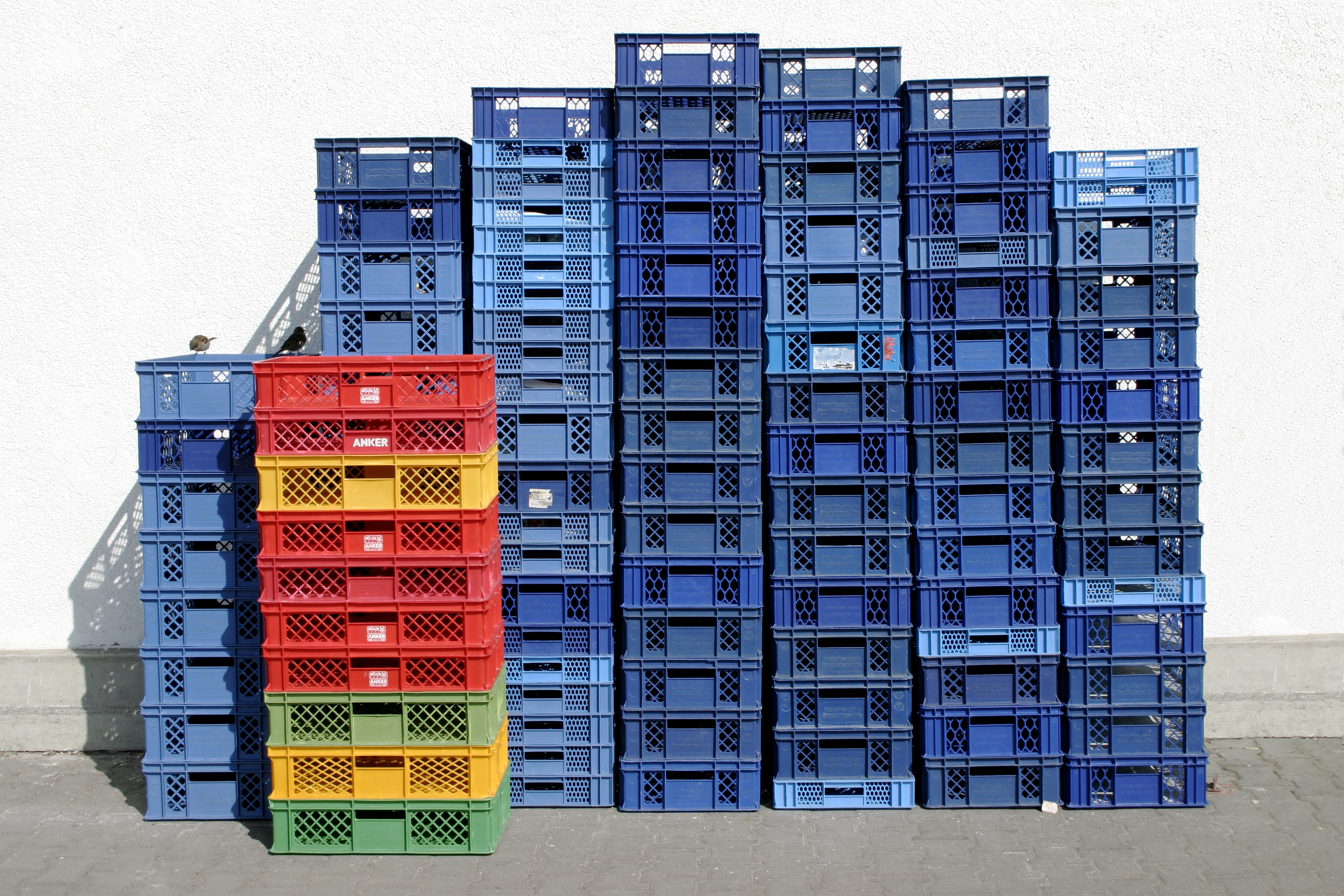
Cageots en matière plastique courante (base PE ou PP).

- 1933 : obtention par polymérisation radicalaire du polyéthylène basse densité (PEBD) (LDPE en anglais) (densité d~0,92) par les ingénieurs anglais Eric Fawcett et Reginald Gibson de la firme ICI en opérant sous très haute pression à environ 200 °C[4]. Le polyéthylène ou polyéthène (PE) est la seule polyoléfine qui puisse être obtenue par voie radicalaire ;
- 1935 :
  - les polyamides (PA) (connus sous le nom de nylon[5]) sont sortis des éprouvettes du chimiste américain Wallace Hume Carothers travaillant pour Du Pont de Nemours[6]. En 1938, la firme annonce officiellement la découverte d'une fibre synthétique « aussi solide que l'acier, aussi fine que la toile d'araignée, et d'un magnifique éclat ». Ce fut le premier plastique technique à haute performance, avec en particulier un coefficient de friction faible. Applications : fait ses preuves dans les parachutes des G.I. au moment du Débarquement, puis utilisé dans la confection de bas ; engrenages, cages de roulement à billes, corps de perceuse, têtes de maillet, visserie plastique, semelles de chaussures de football ;
  - fabrication industrielle du polystyrène (PS) à Ludwigshafen, suivie d'un rapide développement en Allemagne ;
- 1936 : la société Rhône-Poulenc crée le Rhodoïd, à base d'acétate de cellulose ;
- 1937 : Otto Bayer synthétise les premiers polyuréthanes, aussi appelés polycarbamates[7] ; applications : adhésifs, fibres Spandex, « mousses » pour matelas et coussins, sièges d'automobile, etc. ;
- 1938 : Roy Plunkett, un chimiste américain de Du Pont de Nemours, découvre par hasard le polytétrafluoroéthylène [formule moléculaire (-CF2-)n] (PTFE) (principalement connu sous le nom commercial de Téflon ; présent dans le goretex[5]), un isolant qui offre une excellente résistance chimique à la chaleur (stable jusqu'à 250 °C en service continu, avec pointes possibles à 300 °C). Isolant étanche, il sert dans l'industrie nucléaire militaire, avant de recouvrir dans les années 1960 les poêles à frire des cuisines (application de son pouvoir antiadhésif). Il sert aussi pour les joints d'étanchéité.
- 1939: l'Exposition universelle de New York 1939-1940 —« building the world of tomorrow » —, fut largement construite en plastique - les peintures murales en acétate de cellulose, des statues et des panneaux en Lucite ou Plexiglas; les murs, présentoirs et dioramas en Formica lavables. Temporairement, une « Plasti-City » visionnaire fut créée, sortie des usines chimiques et des presse de moulage[8]. La Seconde Guerre mondiale exacerba les besoins en matières premières :

- 1941 :
  - la résine « mélamine-formol », alias Formica, envahit les cuisines. Cette résine très dure fait partie de la famille des aminoplastes. Elle a été développée dans les années 1930 et 40 par des firmes telles American Cyanamid, Ciba et Henkel, mais sans véritable succès commercial. Ses propriétés élevées de résistance à la plupart des produits chimiques, à la chaleur, à la lumière, à l'abrasion et au feu expliquent son succès dans l'immédiat après-guerre. Les aminoplastes sont par ailleurs utilisés comme adhésifs/liants dans l'industrie du bois ;
  - les silicones (SI), thermostables dotés de propriétés antiadhésives ; utilisation dans les industries électrique, aéronautique et du biomédical (isolants électriques puis fluides amortisseurs dans les trains d'atterrissage des avions, chirurgie plastique, huiles de moteur, mastics, peintures, cosmétiques, etc.) ;
  - découverte du polytéréphtalate d'éthylène (PET, PETE) par John Rex Whinfield et James Tennant Dickson.

Pour couvrir ses besoins, l'Allemagne, rapidement privée de ses ressources en latex naturel, avait produit durant la Première Guerre mondiale du caoutchouc Buna, un ersatz de cette substance. Ses recherches sur de nouvelles matières se poursuivirent au cours de la Seconde Guerre mondiale (réalisées notamment par IG Farben) et, en 1945, la production de caoutchouc synthétique s'élevait à un million de tonnes.
À partir de la Libération, l'élan scientifique et technologique insufflé à l'industrie par la guerre se poursuivit et de nouvelles matières furent synthétisées, telles les nouveaux polyamides, le poly(carbonate de bisphénol A) et les polyacétals.
Puis les découvertes de nouvelles matières se firent plus rares :
- 1950 : synthèse des premiers copolymères du polystyrène, marquant une nette amélioration des qualités du PS homopolymère (tenue au choc en particulier, température limite d'utilisation, tenue aux solvants organiques) ;

- 1953 :

Le polycarbonate : une résine transparente comme le verre, la solidité en plus. Utilisée dans les blindages, elle a équipé le casque des astronautes en 1969 sur la Lune.

  - les chercheurs Bottenbruch, Krimm et Schnell de Bayer AG découvrent le polycarbonate (PC), un polymère très transparent et extrêmement résistant aux chocs. Il a équipé le casque des astronautes pour la mission Apollo 11 en 1969. Utilisation : dans plus de 80 % des visières de casque de moto, CD, biberons incassables, phares d'automobile, profilés de toiture, vitres de cabine téléphonique, vitres pare-balles, châssis d'ordinateurs portables, etc. ;
  - le chimiste allemand Karl Ziegler et son équipe découvrent fortuitement un système catalytique permettant la polymérisation linéaire de l'éthylène (ou éthène) sous pression modérée (de l'ordre de 2 à 3 MPa), produisant le polyéthylène haute densité (PEHD, d~0,95) au faible degré de ramification ;
  - L'entreprise GILAC produit la première cuvette en polyéthylène française.
- 1954 : un an plus tard, le chimiste italien Giulio Natta met au point, utilisant les catalyseurs « Ziegler », le polypropylène (ou polypropène) isotactique (PP ou PPi pour le différencier du polypropène syndiotactique de sigle PPs). Ziegler et Natta se partagent le prix Nobel de chimie en 1963 grâce à leurs travaux en science des polymères. Remarque : le PP atactique présente peu d'intérêt économique ;
- 1955 : travaux de la société Phillips Petroleum sur la polymérisation linéaire coordinative sous relativement basse pression de l'éthylène, grâce aux catalyseurs stéréospécifiques, fournissant le PEHD ;
- 1961 : commercialisation de l'Estane (BF Goodrich), un polyuréthane thermoplastique (TPU en anglais). Autre exemple d'élastomère thermoplastique (TPE ou TPR en anglais) : le copolymère séquencé (copolymère bloc) SBS ou poly(styrène-b-butadiène-b-styrène) ;
- 1965 : découverte par les chercheurs Stephanie Kwolek et Herbert Blades de la firme Du Pont de Nemours d'un « super-nylon », le Kevlar, une fibre aramide légère et particulièrement résistante[10] :
  - à la déchirure et aux chocs : gilets et vitres pare-balles, couches anti-perçage ;
  - au feu : casques et vestes des sapeurs-pompiers, gants de cuisine, etc. Son grand succès dans ce domaine est aussi dû à l'interdiction de l'amiante ;
  - à la corrosion (voiles, amarres de pétrolier) ;
- dans les années 1990, le terpolymère ABS tend peu à peu à remplacer les résines « mélamine-formol ». C'est une matière plus noble que le polystyrène, très utilisée en habillage d'équipements électroménagers (corps d'aspirateur), pour jouets rigides, enjoliveurs, parfois en emballage (couvercles), en accessoires de salles de bains et dans l'industrie ;
  - l'ABS existe aussi en version translucide (M-ABS dit ABS transparent) ;
  - il est métallisable par galvanoplastie pour imiter l'aluminium ; utilisation : contenants en cosmétique… ;
  - il peut être mélangé avec du polycarbonate pour former un mélange de polymères PC/ABS (noms commerciaux Anjablend A, Bayblend, Pulse) (pièces pour automobiles). Le Noryl est un autre exemple de mélange polymère-polymère ;
- 2000 : pour le développement des polymères conducteurs intrinsèques, les chercheurs Alan Heeger, Alan MacDiarmid et Hideki Shirakawa sont récompensés par le prix Nobel de chimie.

Les plastiques armés (matériaux composites) [typiquement les résines polyesters et époxyde renforcées fibres de verre (verre : d~2,5)], plus légers à résistance égale que l'acier ou l'aluminium, et insensibles à la corrosion, sont des matériaux non traditionnels. Certains types sont de plus en plus utilisés dans le secteur aéronautique.
De nouveaux plastiques plus respectueux de l'environnement (recyclage et biodégradabilité améliorés), moins dépendants du pétrole (réduction de coût), thermostables, plus transparents, incassables, ininflammables ou originaux sont en voie de développement.

## Technique

### Caractéristiques
Elles varient beaucoup selon les types de plastique dont le spectre propriétés des matériaux plastiques ne cessent de s'améliorer.
On constate l'emploi grandissant de pièces en matières plastiques à la place de pièces métalliques, souvent plus onéreuses, plus sensibles à la corrosion, ou plus lourdes. Certaines caractéristiques techniques diffèrent notablement de celles des métaux :
- la densité des matières plastiques non expansées est nettement plus faible que celle des métaux (hors magnésium) : de 0,83 (cas du poly-4-méthyl-pentène-1 désigné par PMP) à 2,15 (PTFE), avec 1,2 comme valeur moyenne. La densité d'un polymère est directement fonction du taux de cristallinité. Par ailleurs, la rigidité et la résistance mécanique augmentent avec ce taux ;
- température de transformation plus basse : couramment comprise entre 100 °C (le PS est facile à travailler : extrudable dès 85 °C) et 300 °C (le PC est injecté vers 300 °C). Les bioplastiques sont transformés de 160 à 200 °C, contre environ 220 °C pour des compounds ordinaires équivalents ;
- élasticité plus élevée (jusqu'à 800 % d'allongement à la rupture pour le PEHD) ;
- thermostabilité des polymères thermoplastiques nettement inférieure à celle des métaux. Rares sont les plastiques résistant à plus de 250 °C pendant de longues périodes dans l'air. Des modifications structurales, particulièrement parmi les matières thermoplastiques, permettent d'élargir le domaine thermique d'utilisation vers les basses ou hautes températures ;
- module d'élasticité plus faible (le module du PEBD est peu élevé : E~200 MPa ; à l'opposé, les aminoplastes présentent un module très élevé). Une incorporation croissante de fibres augmente le module d'élasticité et la contrainte à la rupture (ténacité) du composite. La dilatation thermique des matériaux est inversement proportionnelle à leur module de traction. Le coefficient de dilatation des polymères thermoplastiques est supérieur à celui des métaux ;
- tenue (ou résistance) aux agents chimiques : en règle générale, les polymères résistent aux acides et aux bases [grande inertie chimique du PTFE et du PE (en raison de sa structure paraffinique)]. Ils sont cependant sensibles aux solvants (bonne tenue du PTFE, PBT et PA-6,6) ;
- les polymères ont un comportement viscoélastique. En effet, ils démontrent simultanément des propriétés élastiques et un caractère visqueux. Dans ce dernier cas, la matière s'écoule en réponse à une contrainte ;
- certains plastiques sont des amortissants vibratoires ; exemples : ABS, copolymère bloc SIS [ou poly(styrène-b-isoprène-b-styrène)] ; intérêt en vibroacoustique ;
- la plupart des polymères thermoplastiques amorphes non chargés (et non colorés…) sont transparents (PMMA, PC, PS « cristal », etc.) ;
- certains plastiques manifestent une grande résistance à l'impact (PC, PET, PMMA, etc.) ;
- certains sont résistants à l'abrasion (PTFE, PVC rigide, polyamides, PET, aminoplastes, etc.). Le PTFE possède un coefficient de friction particulièrement faible qui lui permet d'être un lubrifiant solide ;
- des déchets plastiques très stables peuvent rester des siècles durant dans l'environnement ; ils peuvent cheminer dans des organismes et ceux qui se fixent ont un effet inconnu.

Les matrices organiques sont des isolants thermiques et électriques, ainsi que les fibres de renfort (sauf fibres de carbone) :
- la conductivité thermique des polymères est environ cent fois plus faible que celle des métaux ; ainsi, beaucoup de matières plastiques, en particulier les mousses, sont utilisées comme isolants ;
- conductivité électrique très faible ; les plastiques servent traditionnellement pour l'isolation de fils et câbles électriques (PTFE, PEHD).

| Code           | Densité   | Taux de cristallinité (%) | Tv (°C) | Tf ou Tr (°C) | Tmaxi (°C) | Module E (GPa) |
| -------------- | --------- | ------------------------- | ------- | ------------- | ---------- | -------------- |
| ABS            | 1,04-1,12 | 0                         | 85-125  | 105-120       | 70-85      | 2,5            |
| PA-6           | 1,13      | 50                        | 52      | 215           | 85         | 1              |
| PA-6,6         | 1,14      | 50                        | 57      | 260           | 90         | 1,5            |
| PC             | 1,20      | 0                         | 150     | 220-250       | 120        | 2,4            |
| PE-HD          | 0,95      | 80-95                     | −110    | 124-135       | 90         | 0,8-1,2        |
| PE-LD          | 0,92      | 50-70                     | −110    | 100-125       | 70         | 0,15-0,3       |
| PET amorphe    | 1,30      | 0                         | 65-80   | 255           | 100        | 2,7            |
| PET cristallin | 1,40      | 40                        | 65-80   | 260           | 100        | 4,1            |
| PMMA           | 1,18      | 0                         | 105     | 130-140       | 60-90      | 3              |
| PP             | 0,91      | 60-70                     | −10     | 165           | 100        | 1,3            |
| PS « cristal » | 1,05      | 0                         | 80-100  | 100           | 60         | 3,2            |
| PVC rigide     | 1,38      | 0-5                       | 80      | 100-120       | 65         | 2,4            |

### Chimie et composition générale

#### Notions de chimie macromoléculaire

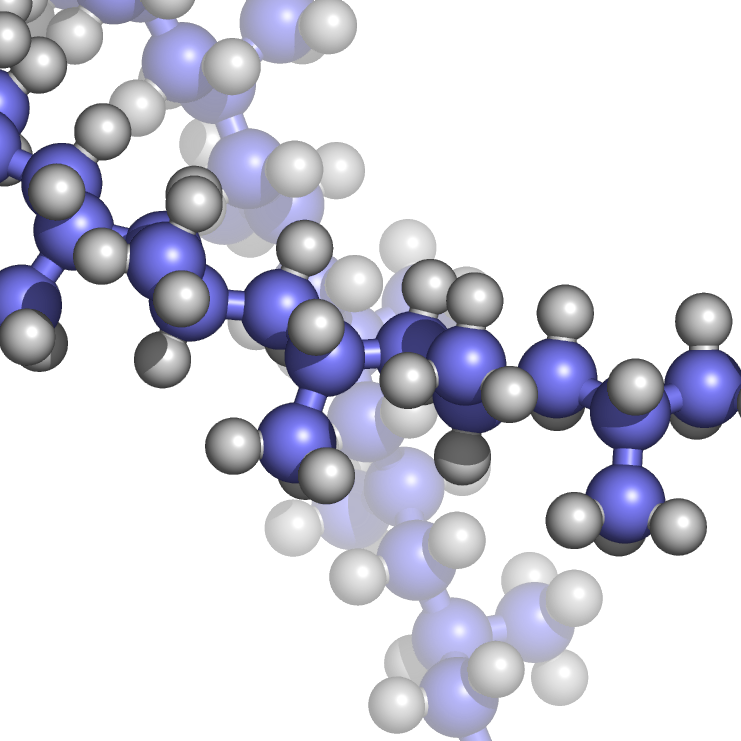
Les plastiques prêts à l'emploi sont souvent constitués de longues chaînes carbonées. Ils sont en général dérivés de combustibles fossiles (pétrole, gaz naturel, charbon). Diverses substances (charges, plastifiant(s) et additifs), dont la proportion en masse peut être majoritaire, sont incorporées lors de la fabrication.

La matière de base (la résine) est un polymère. Les résines des matières plastiques sont issues de produits intermédiaires (éthylène, propène, acétylène, benzène, etc.) dont les matières premières sont le pétrole (notamment grâce au procédé de vapocraquage du naphta), le gaz naturel et le charbon.
Un polymère est une substance composée de macromolécules. Une chaîne polymère est constituée d'un grand nombre d'unités monomères. La viscosité et la résistance mécanique d'un polymère augmentent avec le degré de polymérisation (DP ou n) ; ce dernier définit la longueur des chaînes.
Si le degré de polymérisation est supérieur à 3 000, le produit sera une matière plastique ; le DP peut atteindre six millions.
Les matières plastiques sont synthétisées par polymérisation de monomères ou de (pré-) polymères :
- les polymères monodimensionnels (linéaires ou ramifiés) résultent de la polymérisation de monomères bivalents ;
- les polymères tridimensionnels sont formés par polymérisation de monomères dont la valence moyenne est supérieure à deux, ou par réticulation (par voie chimique ou physique) de polymères linéaires.

La polymérisation est un processus important dans l'industrie chimique car les polymères en résultant doivent présenter les propriétés souhaitées, notamment, la durabilité, l'inertie chimique vis-à-vis de nombreux produits, l'élasticité, la transparence et les résistances mécanique et thermique.
Il existe deux catégories de polymérisations :
- les polymérisations par étapes, faisant appel à des polycondensations (conduisant par exemple aux polyamides ; la réaction se fait par élimination de molécules simples, surtout l'eau) ou à des polyadditions (pour produire par exemple les polyuréthanes). Les polymères obtenus contiennent souvent des hétéroatomes caténaires, tels les polyamides avec l'atome d'azote ;
- les polymérisations en chaîne. Suivant le type de centre actif, on distingue les polymérisations radicalaires, cationiques, anioniques ou coordinatives (dans ce quatrième cas, le centre actif propageant est un complexe de coordination entre le monomère et un atome de métal de transition tel le titane ou le zirconium). Cette seconde catégorie concerne essentiellement des monomères vinyliques qui conduisent à des polymères constitués d'enchaînements -C-C-.

Pour améliorer certaines propriétés, les matières plastiques du commerce sont parfois constituées d'une résine de base modifiée par une autre résine ou un élastomère (intérêt de la copolymérisation).
Il n'existe pas de macromolécules bidimensionnelles préparées par synthèse.
Il existe quatre procédés de préparation des polymères : polymérisation en masse, en solution, en suspension et en émulsion. Exemples : les polymères thermoplastiques PE, PVC et PS peuvent être synthétisés par ces quatre méthodes de polymérisation. La copolymérisation fournissant l'ABS s'effectue le plus souvent par le procédé en émulsion aqueuse, grâce à la formation de micelles.

#### Formulation d'un polymère
Elle joue un rôle important. Les charges, plastifiants et additifs sont incorporés et dispersés dans la matrice de la résine pour en améliorer les caractéristiques (e x: résistance thermique, au feu, chimique, aux chocs, aux U.V ou au vieillissement, masse volumique, couleur, etc.) ou sa mise en œuvre (souplesse…).
Pour les usages courant, alimentaire surtout, la formulation doit être non toxique. Une fiche de données de sécurité (FDS) de la préparation doit être disponible pour tous.

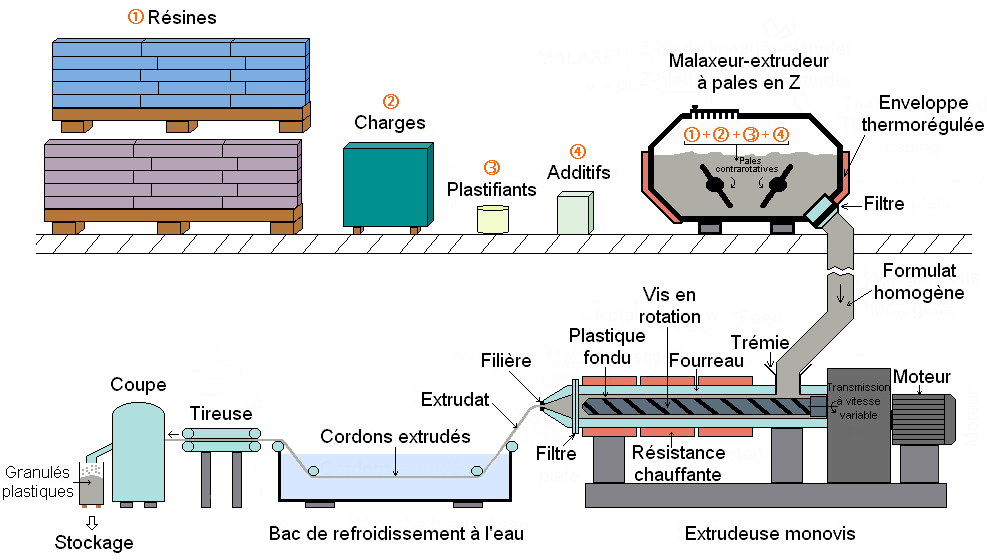
Production de granulés (compoundage, ou en en anglais) à partir du formulat (polymère formulé) homogène, au moyen d'un malaxeur-extrudeur et d'une extrudeuse. Les granulés seront utilisés, par exemple, pour le moulage par injection.

On distingue (liste non exhaustive) :
- la (les) résine(s) de base : source de la cohésion du matériau ;
- les charges, qui diminuent le coût de la pièce et/ou apportent des propriétés spécifiques, souvent d'autant mieux que leur granulométrie est fine ; avec jusqu'à plus de 100 % d'incorporation en masse dans le matériau polymère pour certains plastisols.

On distingue :
- - les charges minérales (poudres en général) : carbonate de calcium naturel[21], silices naturelles, silice synthétique (amorphe, agent thixotropique), talc, argile, kaolin, noir de carbone, graphite, baryte (d~4,4), ferrite de baryum, etc.,
  - les charges organiques ; ex : farine de bois (faible coût) ou d'écorce de fruits, pâte de cellulose, amidon (améliore la biodégradabilité), poudre élastomère (antichoc), etc. ;
  - charges métalliques : elles améliorent la résistance aux UV ou peuvent rendre la matrice organique partiellement conductrice (ajout de poudres ou paillettes d'aluminium, cuivre, zinc, plomb , etc.) ;
  - les charges renforçantes fibreuses, améliorant les caractéristiques mécaniques, la tenue thermique et la stabilité dimensionnelle du composite (diminution du retrait) (fibre de verre, mica, etc.). L'amiante, en raison des risques pour la santé, n'est plus utilisé ;
  - charges renforçantes non fibreuses (« microbilles » de verre creuses en général), allégeant la résine ainsi chargée, la rendant plus rigide, plus isolante, plus résistante à la compression.
  - nouvelles applications :
    - argile nanométrique (très fine), incorporée jusqu'à 5 % (pour nanocomposites et emballages de bouteilles),
    - céréales, (jusqu'à 50 % d'incorporation pour améliorer la recyclabilité[réf. nécessaire]),
    - lin : pour augmenter la dureté du polypropylène... ;
- le(s) plastifiant(s) : diluant(s) peu volatil(s) de faible masse molaire, à l'état solide, ou à l'état liquide (plus ou moins visqueux) ; ils rendent en particulier le composé obtenu plus flexible, plus résilient et diminuent la température de transition vitreuse et la température de mise en œuvre ; ajouté(s) en proportion variable (d'une faible proportion jusqu'à 50 % d'incorporation dans certains plastisols) (phtalates, adipates, sébaçates, phosphates, polyesters, etc.) ;
- additifs.

##### Additifs
Généralement incorporés en faible proportion (mais parfois jusqu'à 50 % du poids de la résine) ils améliorent ou créent certaines propriétés des plastiques.
Beaucoup n'ont pas fait l'objet d'une évaluation complète de sécurité en termes de toxicologie ou d'écotoxicologie et ils deviennent préoccupants car ils sont souvent écotoxiques et libérés en quantité croissante par les plastiques qui se dégradent, notamment en mer dans le contexte d'une large contamination du milieu marin par les plastiques, croissante depuis les années 1950.
Faute de réglementation internationale, et dans l'attente de l'application du règlement REACH, ils sont essentiellement autorisés et contrôlés au niveau national. En Europe, la liste d'additifs de la Directive 2002/72/EC concernant les matières plastiques et des articles qui entrent en contact avec des produits alimentaires est une liste positive (les produits non listés sont interdits) depuis le 1er janvier 2010. Une liste ancienne est consultable.
La réticulation (formation d'un réseau tridimensionnel à partir de polymères linéaires) permet la synthèse de polymères tridimensionnels. Elle nécessite des durcisseurs, catalyseurs ou accélérateurs.

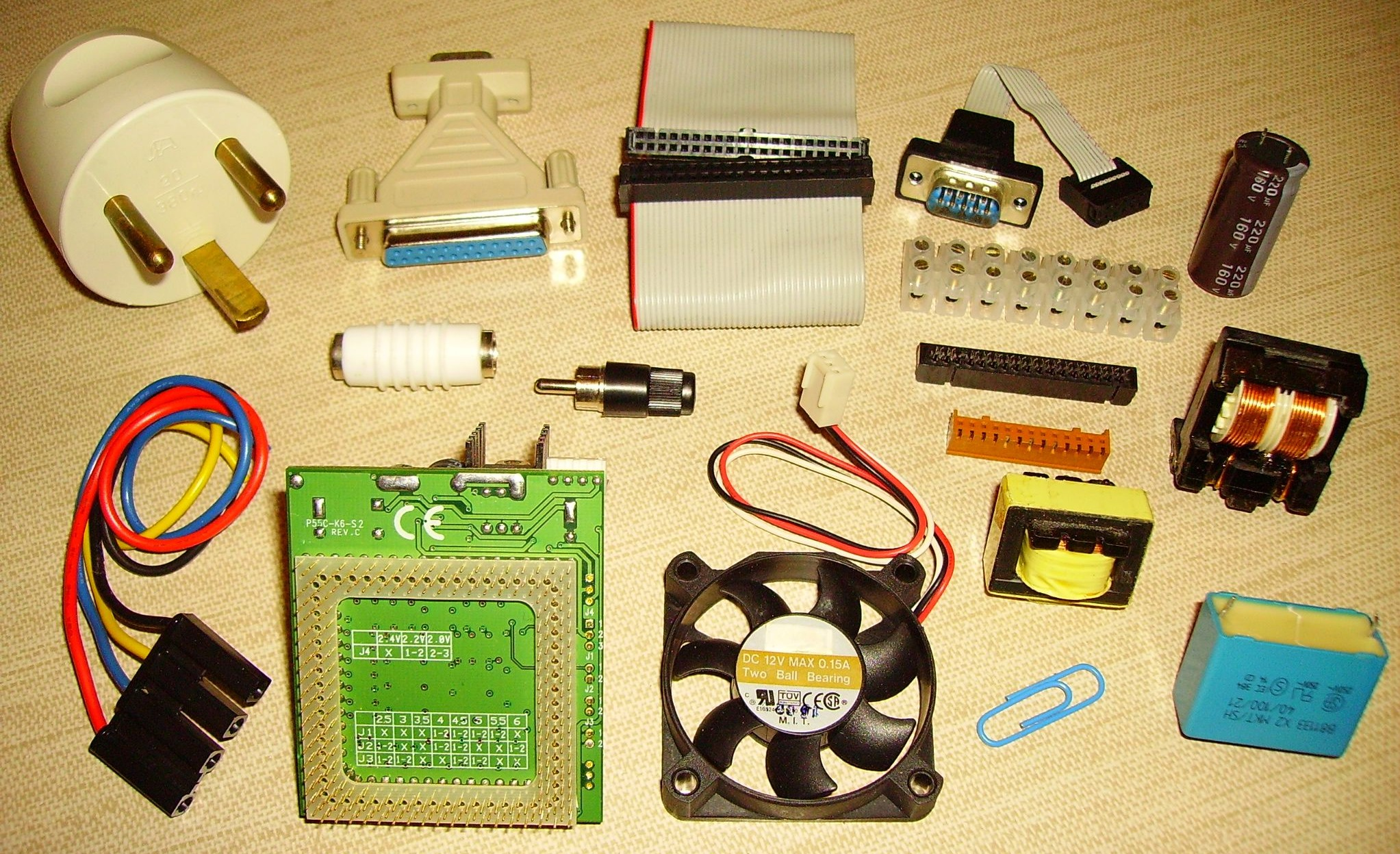
Des additifs ignifugeants sont inclus dans les résines de composants électriques ou électroniques,.

En 2014, les additifs les plus utilisés sont (par quantité décroissante) :
1. Les plastifiants : ils représentaient environ 50 % des additifs pour plastiques vendus dans le monde. Les phtalates représentaient 70 % des plus de huit millions de tonnes de plastifiants vendus dans le monde, en 2014 toujours[27] ;
2. Les retardateurs de flamme : pour réduire ou empêcher les phénomènes de combustion (jusqu'à 10 % d'incorporation) (hydroxyde d'aluminium, phosphonates, etc.) ; indispensables chaque fois que la sécurité est en jeu car la plupart des matières plastiques sont particulièrement inflammables ; ils doivent être stables dans le temps, peu ou pas toxiques[28] ;
3. Les modificateurs d'impact : ce sont des molécules ou atomes qui rendent le plastique plus résistant au poinçonnement et à la casse, à basse température notamment ;
4. Les antioxydants et autres stabilisants : ils retardent la dégradation du polymère : stabilisants au dioxygène (antioxydants ; tels certains phénols à encombrement stérique ou la diphénylamine[29] ; pour les ABS, PE, PS, etc.), à l'ozone (antiozonants ; concerne par exemple les polymères issus du butadiène) ;
5. Les agents biocides (fongicides et/ou bactéricides en général) : asepsie, pour résister à l'attaque des micro-organismes, en milieu humide ou hospitalier par exemple ;
6. Les stabilisants UV (anti-UV) : tels les absorbeurs UV et les désactivateurs[30].

Autres additifs :
- stabilisants thermiques : ils facilitent la mise en œuvre (et secondairement pour la résistance à la chaleur en utilisation, par exemple pour les PVC, PMMA, etc.) ;
- agents gonflants : obtenir un produit-mousse (composé cellulaire peu dense, la densité peut atteindre 0,005) ; un gaz peut être libéré par la décomposition chimique de l'agent sous l'action de la chaleur (isolation, sièges et volants d'automobile, etc.) ;
- lubrifiants : faciliter la mise en œuvre en augmentant le glissement (jusqu'à 2 % d'incorporation) (cires, stéarate de calcium, etc.) ;
- promoteurs d'adhésion : améliorer l'adhésion sur le verre, les fibres de verre ou sur un métal (silanes, titanates, composés contenant des groupes polaires, etc.) ;
- agents antistatiques : ils s'opposeront aux dépôts de poussières en rendant le plastique conducteur en surface ; en effet, la plupart des polymères sont de faibles conducteurs électriques ;
- solvants : pour peintures (enduction), adhésifs, etc. ;
- colorants : ce sont des pigments solides insolubles qui sont ajoutés au polymère, tels le noir de carbone, divers oxydes métalliques ou des colorants organiques[31] solubles dans le polymère).

Certains de ces additifs sont multifonctions : ainsi, le noir de carbone (ou carbon black) est utilisé depuis très longtemps dans l'industrie des matières plastiques sous forme pulvérulente, à la fois comme pigment, comme stabilisant (à l'oxydation, aux ultraviolets et à la chaleur), comme nanocharge de renforcement des propriétés mécaniques des élastomères et comme conducteur électrique.

### Propriétés

#### Propriétés thermiques

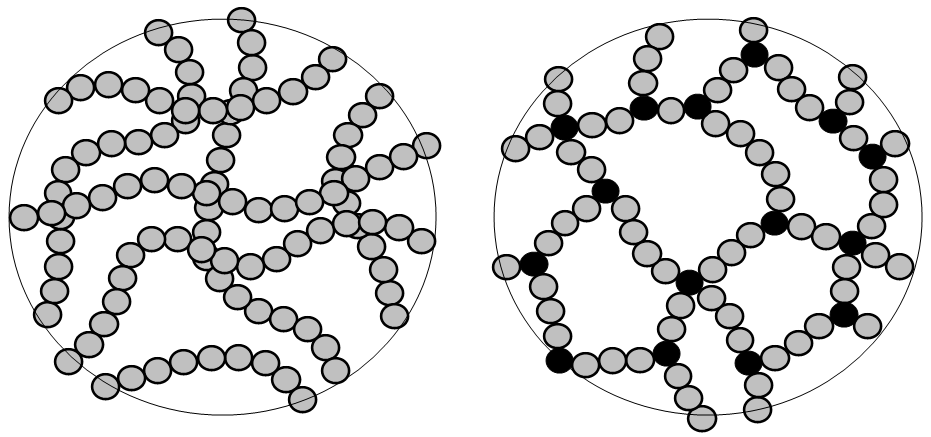
Relation structure-propriétés : chaînes linéaires (cas des polymères thermoplastiques, schéma de gauche) et réseau de molécules (thermodurcissables, à droite).

On peut classer les polymères en deux types, en fonction de leur comportement à la chaleur : les thermoplastiques (polymères linéaires, ramifiés ou non) et les thermodurcissables [polymères tridimensionnels (réticulés)] :
- portés à une température suffisante (au-dessus de leur température de transition vitreuse Tv ou de fusion Tf), les polymères thermoplastiques se trouvent à l'état « fondu » (état fluide ou déformable) et sont donc susceptibles de s'écouler sous l'action d'une contrainte. Cela permet leur mise en forme au moyen des techniques habituelles (thermoformage, extrusion, injection, etc.). L'opération peut se répéter plusieurs fois ;
- les polymères thermodurcissables durcissent (réticulent) lors d'un premier chauffage (ou éventuellement à température ambiante). Dans le domaine des peintures, c'est une propriété très souvent mise à profit. Un apport de chaleur peut déclencher une réaction de polymérisation tridimensionnelle qui crée des pontages entre les chaînes de polymères et durcit de manière irréversible le matériau.

#### Propriétés mécaniques

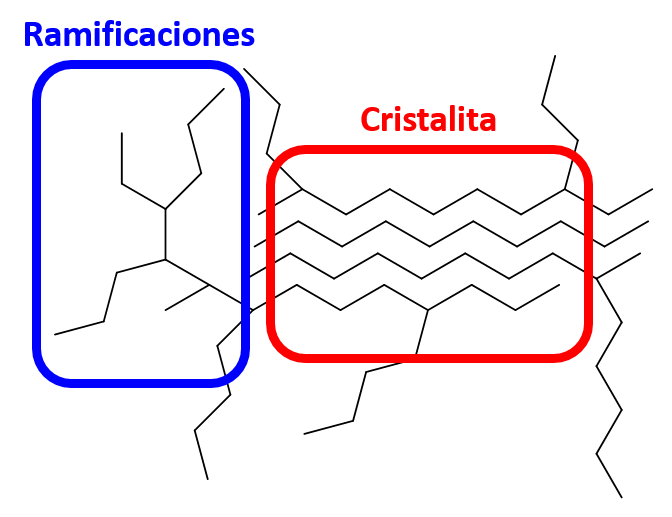
Représentation schématique des formes réticulées (ramifiées) et de cristallites lors de la polymérisation du Polyéthylène

Les polymères thermodurcissables sont souvent rigides et cassants et les polymères thermoplastiques et les élastomères montrent une résistance mécanique médiocre et très affectée par la température.
La structure moléculaire des matériaux polymères solides peut être soit :
- semi-cristallinne ; [présence de zones cristallines (cristallites et sphérulites) et existence d'un intervalle de fusion étroit qui permet une transition rapide de l'état solide ou pâteux à l'état fluide, par élévation de température], à morphologie hétérogène (exemples : PE, PPi, PA, polyesters thermoplastiques, POM [(-CH2-O-)n], PTFE) ;
- amorphe, montrant un ramollissement progressif par élévation de température (PS et ses copolymères, PMMA, PC, PVC[33], etc.).

Remarque sur l'influence de la tacticité : un polymère atactique (PMMA, PS, etc.), dont la chaîne macromoléculaire présente une forme géométrique irrégulière, ne peut pas cristalliser, contrairement à un polymère isotactique ou syndiotactique.
Les propriétés thermomécaniques d'un polymère dépendent de sa structure moléculaire et son « taux de cristallinité ». ainsi, lors de l'injection, un plastique amorphe est plus tolérant [process plus aisé, retrait (shrinkage en anglais) plus faible au refroidissement] qu'un polymère semi-cristallin (qui a une prédisposition à cristalliser), et le retrait de la matière semi-cristalline est plus important que celui de la matière amorphe, car sa structure est plus compacte (le « module de Young » augmente lorsque le taux de cristallites augmente. Inversement, la limite de déformation élastique diminue).
Les propriétés d'un plastique technique sont souvent jugées optimales quand la cristallinité moyenne permet de combiner une résistance mécanique et thermique de la phase cristalline à la résilience de la phase amorphe (pratiquement 50 à 60 %).
La plupart des thermoplastiques ne sont pas utilisés au-dessus de 120 °C, température à laquelle se produit un ramollissement (pour les amorphes) ou une fusion (pour les semi-cristallins), qui supprime les propriétés mécaniques. Les polymères thermoplastiques amorphes sont utilisés en dessous de leur Tv, à l'état vitreux. En principe, les matières thermodurcissables ont une meilleure tenue thermomécanique (à la chaleur, au feu, au fluage, faible retrait, etc.) et chimique que les thermoplastiques. Les meilleurs thermostables sont des thermodurcissables.
Les matériaux plastiques réagissent aux contraintes d'usage par des déformations, changements de couleur et parfois la rupture selon des seuils qui vont définir leurs propriétés d'usage. Connaître, grâce à la résistance des matériaux, les propriétés intrinsèques des plastiques permet de les choisir judicieusement, selon les fonctions qui leur seront assignées et en fonction du degré de recyclabilité ou biodégradabilité qu'on veut leur accorder.
Leurs propriétés mécaniques intrinsèques sont évaluées via des essais comparatifs, normalisés. En général, on utilise les normes ISO, ASTM et DIN, ou des normes « maisons » lorsque les tests sont directement liés aux propriétés d'usage. Ces tests permettent de prédire les propriétés finales des objets finis. Toutefois, certains caractéristiques structurales liées au degré de cristallinité, à l'orientation des chaînes macromoléculaires, ou aux tensions internes résultant des conditions de mise en œuvre et de refroidissement, peuvent aussi influencer les propriétés de l'objet. Ces propriétés sont dites propriétés de transformation.
En résumé, on distingue :
- les propriétés intrinsèques (propres au matériau) ;
- les propriétés de transformation (fonction des méthodes et conditions de mise en œuvre) ;
- les propriétés d'usage (définies par les conditions d'utilisation).

Un grand nombre d'essais mécaniques utilisés pour caractériser les matières plastiques sont inspirées de techniques d'analyse de métaux et autres matériaux (bois, ciments...) telles les mesures du module d'élasticité, de la résistance à la traction et de l'allongement à la rupture.

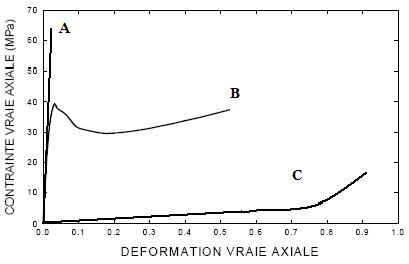
Caractérisation mécanique : courbe contrainte-déformation établie pour un échantillon de trois matériaux-types.

Les analyses mécaniques et rhéologiques sont basées notamment sur des essais de traction, compression, cisaillement, flexion et torsion.
Les équipements d'analyse comprennent les appareils de mesure de l'indice de fluidité à chaud (pour les polymères thermoplastiques) (MFI, Melt flow index en anglais), les appareils de traction, les extensomètres, les analyseurs DSC, les viscosimètres (de type rotationnel, cône-plan ou capillaire) (pour les thermoplastiques), les analyseurs DMA (ces deux derniers instruments sont affectés aux mesures dynamiques), les appareils de choc Izod et choc Charpy, etc.
Pour les polymères solides, un simple essai de traction uniaxial permet de mesurer certaines propriétés mécaniques.
Les matériaux se répartissent d'après leur comportement en contrainte-déformation, en trois grandes catégories : rigides (souvent peu ductiles et peu résistants aux chocs), plastiques ou élastomères. Le graphique intitulé « Caractérisation mécanique » obtenu lors d'un essai de traction met en évidence ces trois catégories :
- la courbe A illustre le caractère en contrainte-déformation d'un polymère rigide (module élevé) dont la rupture se produit quasi simultanément à la limite d'élasticité. Le polymère a un comportement fragile (faible allongement à la rupture) ;
- la courbe B montre que le comportement de certains matériaux plastiques est semblable à celui de nombreux matériaux métalliques : la déformation élastique initiale est suivie d'une déformation plastique. Le matériau est tenace (fort allongement à la rupture) ;
- la courbe C indique une déformation élastique dans un large domaine de déformation ; ce comportement mécanique est typique d'un élastomère.

Les matières plastiques ont des propriétés mécaniques influencées par les principaux facteurs suivants :
- la température ;
- la cohésion des polymères ;

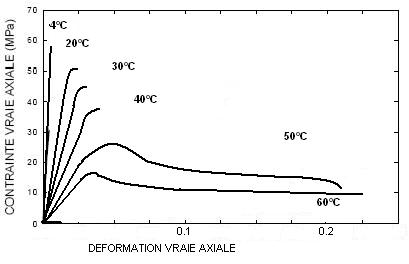
Influence de la température : courbe établie pour un échantillon de plastique à différentes températures.

- la modification des propriétés mécaniques moléculaires des polymères ;
- leurs conditions de transformation.

Globalement, le module d'élasticité et l'allongement à la rupture des polymères rigides se déterminent de la même façon que dans le cas des métaux.
La limite d'élasticité Re des polymères plastiques équivaut sur la courbe à la valeur maximale de la contrainte se situant à la fin de la région élastique linéaire. De plus, la résistance à la traction Rm correspond à la contrainte entraînant une rupture ; elle peut prendre une valeur supérieure ou inférieure à Re.
Les propriétés mécaniques des polymères thermoplastiques et des élastomères dépendent fortement de la température (voir le graphique intitulé « Influence de la température »), des contraintes extérieures et du temps d'observation. Une élévation de température fait passer un matériau thermoplastique d'un comportement rigide et fragile à un comportement ductile et tenace.

## Transformation

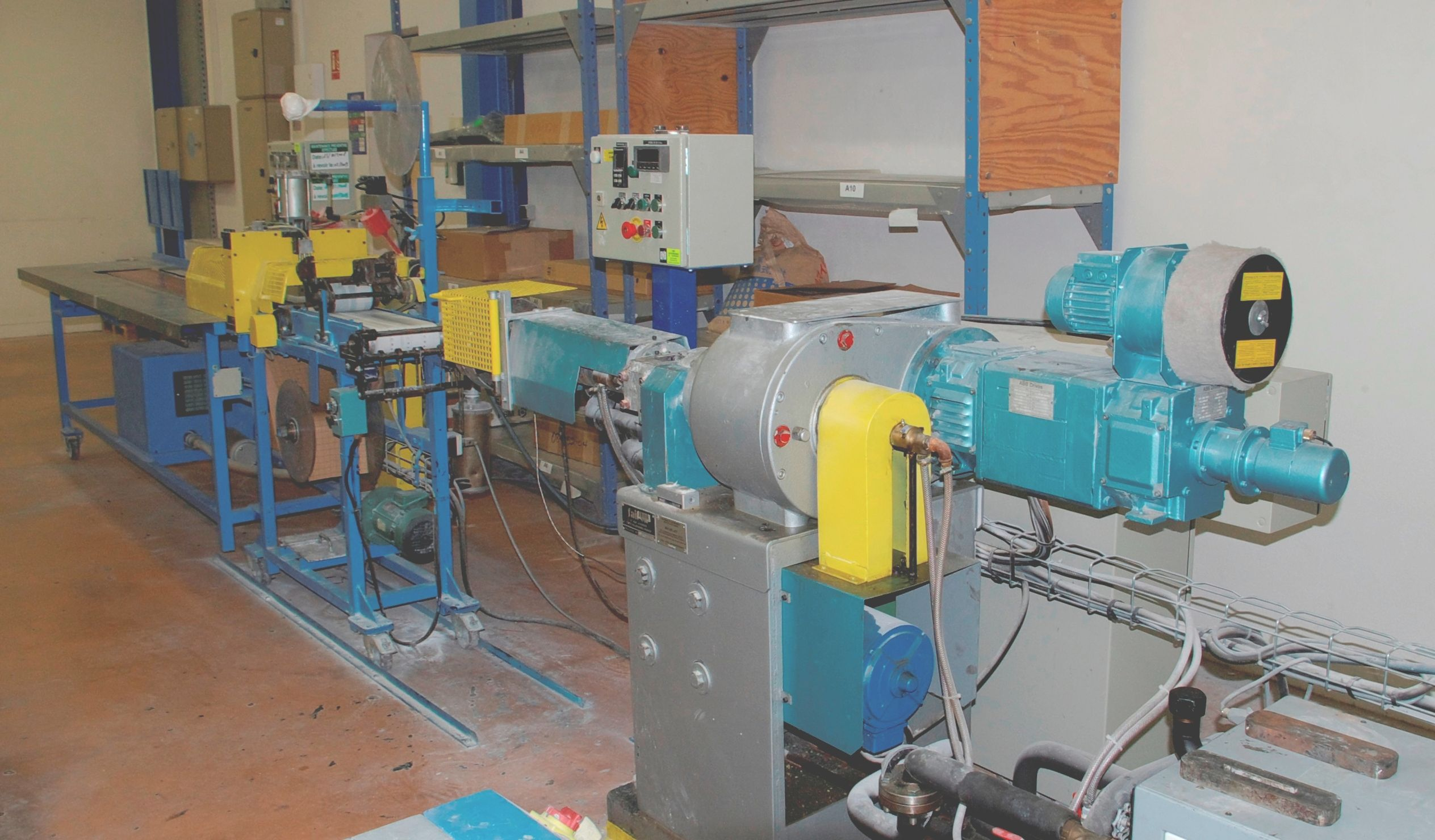
Extrudeuse mono-vis pour la production en continu d'un jonc extrudé à partir de la masse du formulat fondu.

Plus que tout autre matériau, les plastiques offrent un large choix de techniques de transformation. Les produits initiaux [formulations complètes (nommées aussi matériaux polymères), compounds] se présentent sous forme de granulé, poudre, pastille, pâte ou liquide. Les matières hygroscopiques (PA, ABS, PBT, PMMA, etc.) subissent un préséchage (par étuvage) avant la mise en œuvre afin d'éviter tout défaut lié à l'humidité sur les pièces plastiques.
Les états plastique ou visqueux sont nécessaires pour mettre en œuvre les techniques de mise en forme des matériaux polymères.
Les transformateurs réalisent les objets finis destinés aux utilisateurs à l'aide de matériels et de matières fournies par les producteurs de polymères ou les compoundeurs.

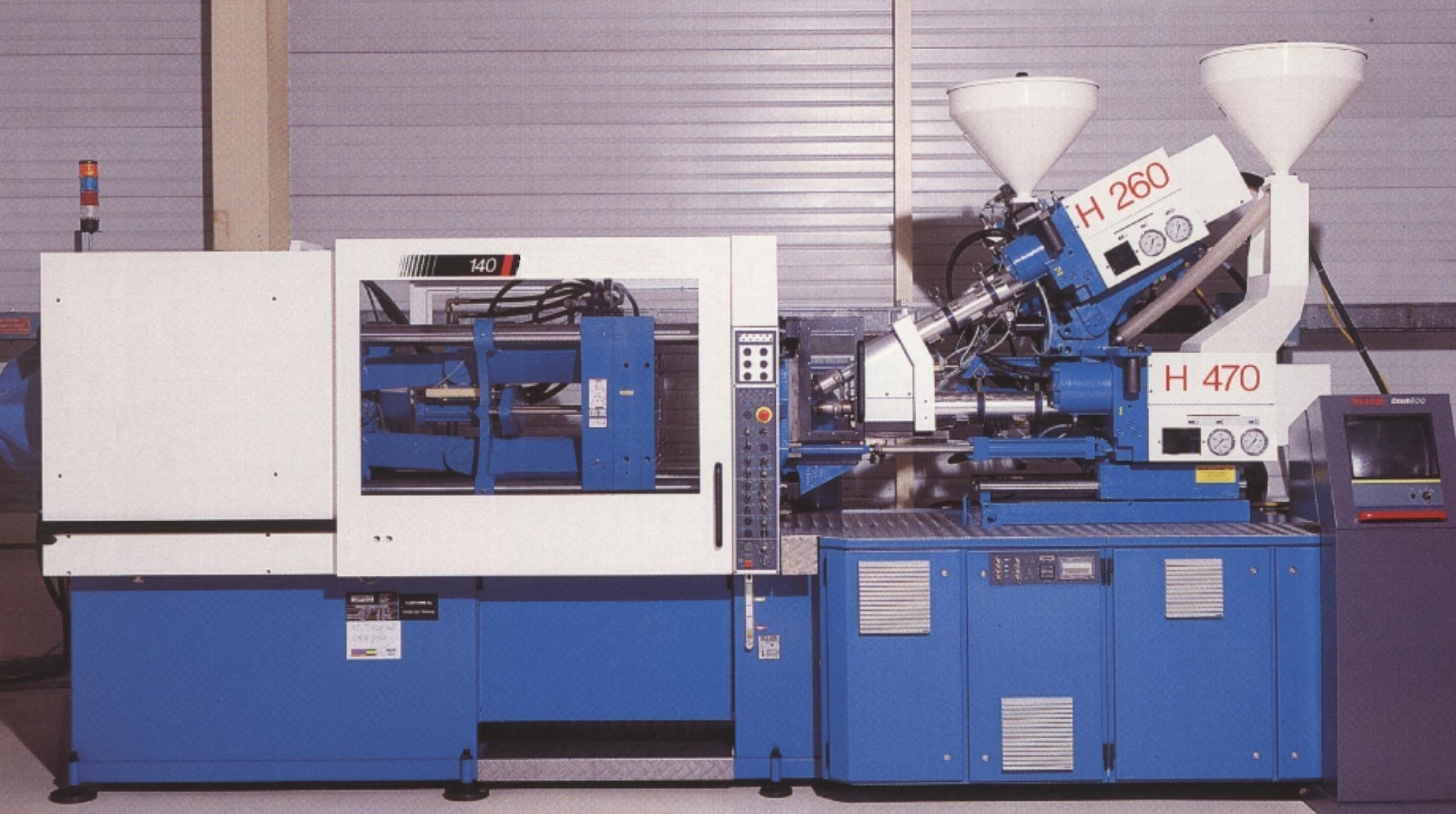
Presse à injecter bimatière alimentée par des granulés thermoplastiques.

La mise en forme des polymères thermoplastiques diffère de celle des thermodurcissables :
- le moulage par compression à chaud est le moulage-type des polymères thermodurcissables. Il faut éviter la prise en masse (l'atteinte du « point de gel ») de la matière avant que l'opération de moulage soit terminée. Les temps de polymérisation des thermodurcissables limitent les cadences de production de type industriel ;
- le calandrage (passage de la matière entre deux cylindres chauffés), l'extrusion (passage à travers une filière) et le moulage par injection sont les techniques de transformation typiques des polymères thermoplastiques. Ces composés autorisent des temps de cycle plus courts.

On distingue :

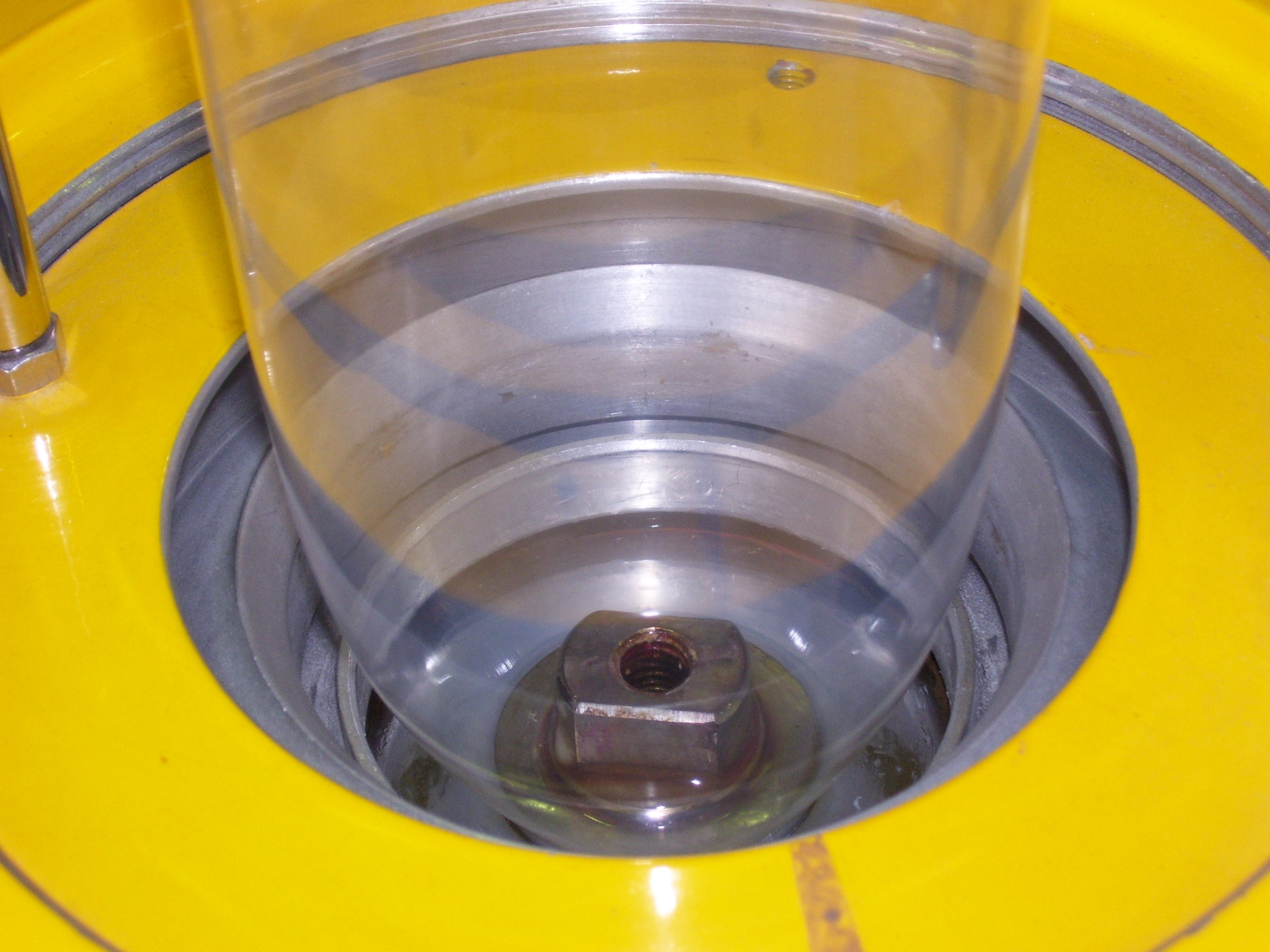
Film (à base d'un mélange copolyester-PLA) obtenu par extrusion-gonflage.

- Enduction de supports divers (métaux, tissus, etc.) ;
- Extrusion de cordons, plaques, profilés, tubes[36], calandrage, extrusion-calandrage, extrusion-gonflage et extrusion dite cast (obtention de films), coextrusion (films multicouches), extrusion-gainage (câbles) ;
- Injection[37], injection assistée eau ou gaz, bimatière ;
- Moulage par soufflage (extrusion-soufflage et injection-soufflage) et rotomoulage : pour créer des corps creux (bouteilles, flacons, jouets, etc.) ;
- Thermoformage, formage sous pression ;
- Moussage (PUR, PS expansé) ;
- Filage à l'état fondu (PP, PET, PA, PE, etc.) ;
- Frittage (du PTFE, vers 370 °C ; du polyéthylène de masse molaire très élevée désigné par UHMWPE en anglais[38] ; des PI) ;

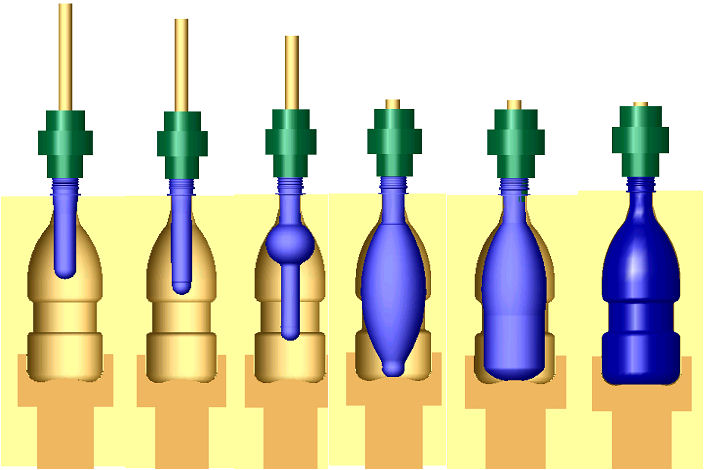
Le plastique permet le moulage et le soufflage de formes complexes, en séries industrielles (plasturgie). Les bouteilles en plastique sont ainsi réalisées, à l'aide de techniques très proches de celles utilisées pour les bouteilles en verre.

- Moulage par compression, compression-transfert, coulée, injection : techniques applicables aux thermodurcissables ;
- Procédé RIM (Reaction Injection Molding) (s'appliquant aux résines polyuréthanes thermodurcissables ; la réaction (réticulation) a lieu dans le moule) ;
- Pultrusion, moulage au contact, stratification en continu, moulage à la presse, enroulement filamentaire, injection : fabrication de matériaux composites ;
- Usinage à l'outil ;
- Soudure plastique (par lame chaude, friction, haute fréquence, etc.) ;
- Granulation (broyage des pièces pour recyclage) ;
- Agglomération (ou densification) [récupération, par reformage, de déchets de faibles épaisseurs (films ou équivalents)] ;
- Revêtement de supports à partir de poudre plastique : fluidisation, procédé électrostatique, thermolaquage, pistolage au chalumeau (pour cette dernière technique, une certaine décomposition de la matière est inévitable) ;
- Métallisation : électrolytique, sous vide, argenture (dépôt par réduction du nitrate d'argent) ;
- Pré-traitement superficiel oxydant par effluve électrique ozonisante (procédé corona) avant impression.

## D'un polymère usuel vers une forme d'art
Comme indiqué plus haut, les plastiques de manière générale peuvent donc prendre de multiples formes, résistances, couleurs, propriétés mais aussi et surtout ce sont des matériaux adaptables à un grand nombre de milieux, d'où une large utilisation. C'est pourquoi ils n'ont pas cessé d'être utilisés dans l'art depuis leur création.

## Typologie
On distingue globalement (hors matériaux composites) :
- thermoplastiques de grande consommation, dits de commodité (hors fibres textiles) ;
- thermoplastiques semi-techniques et techniques (hors fibres textiles) ;
- autres thermoplastiques (fibres textiles) ;
- thermodurcissables moulés ;
- autres thermodurcissables (peintures, vernis, adhésifs, liants pour contreplaqués ou pour abrasifs, revêtements divers, etc.)[39].

Autres classifications envisageables : selon leur origine (polymères naturels, artificiels et synthétiques), leur famille physico-chimique (thermoplastiques, thermodurcissables, thermostables, élastomères), leur structure [polymères linéaires (ou monodimensionnels) et tridimensionnels].

### Familles de matières plastiques

#### Thermoplastiques
Les matériaux plastiques composés de polymères à chaîne linéaire ou ramifiée sont en principe fusibles. Les polymères thermoplastiques (ou polyplastes, thermoformables) se déforment et sont façonnables sous l'effet de la chaleur, gardant cette forme en refroidissant (analogie avec la cire des bougies). Ce phénomène réversible permet leur recyclage : les objets sont broyés et « refondus » pour en élaborer d'autres.
Les thermoplastiques sont par ailleurs solubles dans des solvants spécifiques, ce qui permet leur utilisation comme revêtements et colles.
Pour fixer les idées, la plupart des polymères linéaires industriels ont des masses molaires voisines de 105 g mol−1. Une macromolécule linéaire peut avoir une longueur qui dépasse le dixième de micromètre, ses dimensions latérales restant mille fois plus faibles.
Les textiles synthétiques (fils et fibres) sont toujours thermoplastiques. Ils sont apparus en 1940. On compte actuellement plus de quarante types de textiles synthétiques et plus d'un millier de noms commerciaux pour les désigner.

#### Thermodurcissables
Les polymères thermodurcissables prennent leur forme définitive après la réaction chimique (polymérisation) accompagnant leur transformation. Le réseau tridimensionnel obtenu donne au produit fini son caractère d'irréversibilité thermique. La structure réalisée avec une résine thermodurcissable ne peut varier et se trouve géométriquement figée (analogie avec la cuisson d'un œuf). Plus le composé sera tridimensionnel, plus il sera rigide, cassant, insoluble et infusible.
Exemple : copolymérisation du polyester insaturé en présence de styrène. La structure obtenue est définitive, le produit fini est infusible donc non transformable et non recyclable.

#### Élastomères

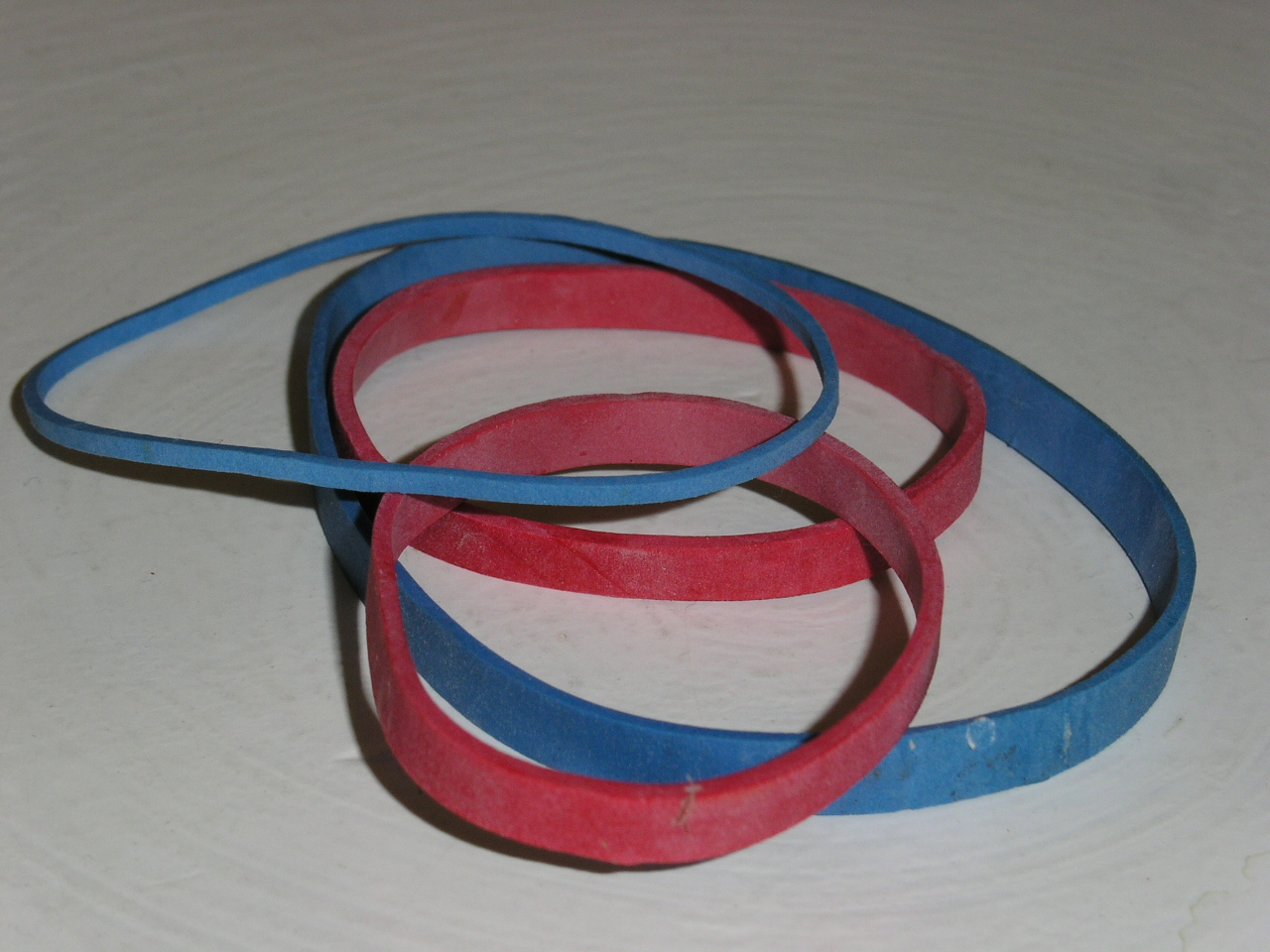
Certains élastomères sont hautement déformables : ils se caractérisent par la faculté de supporter de grandes déformations (jusqu'à environ 1000 %) avant rupture.

Les élastomères sont des polymères à caractère amorphe ou cristallin présentant des propriétés remarquables en élasticité, amortissement et étanchéité (air, eau). Ils sont thermoplastiques et deviennent thermodurcissables par vulcanisation.
Ils sont employés en général réticulés, et le plus souvent à une température supérieure à leur température de transition vitreuse, sur le plateau caoutchouteux ; utilisation : fabrication de la gomme des pneumatiques [contenant principalement du caoutchouc naturel (NR) et du copolymère élastomère styrène-butadiène (SBR)], bandes transporteuses, tuyaux, durits, coussins, silentblocs, joints, mastics, gants médicaux, chaussures, etc.

### Polymères des trois familles de matières plastiques
L'usage prévaut de réserver le terme de matière plastique à trois grandes familles de matériaux, les thermoplastiques, les thermodurcissables et les plastiques techniques, dont la structure, les propriétés physico-chimiques et de mise en œuvre (comportement sous l'action de la chaleur et de la pression) diffèrent totalement. Les résines thermoplastiques sont les plus utilisées industriellement.
| Codes ISO 1043-1 | Quelques noms commerciaux | Polymères (désignation courante)                                     | Production industrielle depuis                                    |
| ABS              | Afcoryl, Bayblend (mélange PC/ABS), Cycolac, Isopak, Lastilac, Lustran, Novodur, Polyflam, Polylac, Polyman, Ronfalin, Terluran, Toyolac, Ugikral, Vestodur | Copolymère acrylonitrile-butadiène-styrène (famille des styréniques) | années 1950                                                       |
| CA               | Cellidor A, Cellon, Lumarith, Rhodialite, Rhodoïd, Setilitte, Trialithe | Acétate de cellulose (cellulosique)                                  | 1927                                                              |
| EPS              | Afcolène, Depron, Hostapor, Polyfoam, Roofmate, Sagex, Styrocell, Styrodur, Styrofoam, Styropor, Vestypor | Polystyrène expansé (styrénique)                                     | années 1950                                                       |
| PA               | Akulon, Altech, Amilan, Bergamid, Capron, DuraForm, Durethan, Eratlon, Ertalon, Grilamid, Grilon, Igamid, Kevlar, Latamid, Lauramid, Maranyl, Minlon, Miramid, Nomex, Nylatron, nylon, Nypel, Orgamide, Perlon, Polyloy, Radiflam, Radilon, Renyl, Rilsan, Schulamid, Sniamid, Stanyl (PA-4,6), Staramide, Starflam, Sustamid, Sustaglide, Tactel, Technyl, Trogamid, Ultramid, Versamid, Vestamid, Vydyne, Zytel | Polyamides                                                           | 1938 (PA aliphatiques), 1961 (PA aromatiques ou aramides : Nomex) |
| PBT              | Arnite, Celanex, Crastin, Deroton, Hostadur, Pocan, PTMT, Tenite, Ultradur, Vestodur | Poly(téréphtalate de butylène) (polyester saturé)                    | 1969                                                              |
| PC               | Apec, Axxis, Durolon, Gerpalon, Latilon, Lexan, Makrolon, Panlite, Plaslube, Polyman, Sunglass, Tuffak, Xantar | Polycarbonates                                                       | 1956                                                              |
| PE               | Alkathène, Alketh, Dyneema (UHMWPE), Eltex, Hostalen, Lacqtène, Lupolen, Manolène, Marlex, Moplen, Plastazote, Polystone, Polythen, Sclair, Stamylan, Stamylex, Supralen, Surlyn, Tupperware, Tyvek, Vestolen A | Polyéthylène (polyoléfine)                                           | 1939 (PEBD), 1955 (PEHD)                                          |
| PET, PETE        | Arnite, Baydur, Bidim, Dacron, Diolen, Ektar, Ertalyte, Hostadur K et A, Kodar, Mélinex, Mylar, Pocan, Raditer, Rhodester, Rynite, Tenite, Tergal, Terphane, Terylene, Trevira, Ultradur | Poly(téréphtalate d'éthylène) (polyester saturé)                     | 1946                                                              |
| PMMA             | Acrigel, Altuglas, Altulite, Bonoplex, Corian, Deglan, Limacryl, Lucite, Metacrilat, Oroglas, Perspex, Plexiglas, Resalit, Vitroflex | Poly(méthacrylate de méthyle) (acrylique)                            | 1933                                                              |
| POM              | Acetaver, Bergaform, Celcon, Delrin, Ertacetal, Hostaform, Kematal, Kepital, Kocetal, Ultraform | Polyformaldéhyde (polyacétal)                                        | 1958                                                              |
| PP               | Amoco, Appryl, Carlona, Eltex, Hostalen PP, Luparen, Moplen, Novolen, Oléform, Polyflam, Profax, Propathene, Prylène, Stamylan P, Trovidur PP, Vestolen P | Polypropène (polyoléfine)                                            | 1957 (PPi), 1992 (PPs)                                            |
| PS               | Carinex, Edistir, Empera, Gedex, Hostyrène, Lacqrène, Luran, Lustran, Lustrex, Noryl (mélange PPO/PS), Polyflam, Polystyrol, Riviera, Styranex, Styroflex, Styron, Trolitul, Ursaa, Vestyron | Polystyrène (styrénique)                                             | 1935                                                              |
| PVAC             | Elvacet, Hostaflex, Mowilith, Rhovyl, Vinnapas, Vinyon | Poly(acétate de vinyle) (vinylique)                                  | 1928                                                              |
| PVC              | Benvic, Breon, Corfam, Darvic, Dynel, Garbel, Gedevyl, Hostalit, Lacovyl, Lacqvil, Lucolène, Lucovyl, Lucalor, Lucoflex, Micronyl, Mipolam, Nakan, Saran, Skaï, Solvic, Tefanyl, Trovidur, Ultryl, Vestolit, Vinidur, Vinnol, Vinnolit, Vinoflex, Vinylite | Poly(chlorure de vinyle) (vinylique)                                 | 1931                                                              |
| SAN              | Cifra, Elvan, Kostil, Lacqsan, Luran, Lustran, Restil, Tyril, Vestoran | Copolymère styrène-acrylonitrile (styrénique)                        | années 1950                                                       |

| Codes ISO 1043-1 | Quelques noms commerciaux | Polymères                            | Production industrielle depuis |
| EP               | Araldite, Devcon, DER, Doroxin, Epikote, Epon, Epotek, Epotuf, Epoxin, Eurepox, Lekutherm, Lopox, Rutapox                                                                            | Polyépoxydes                         | 1946                           |
| MF               | Arborite, Formica, Hostaset MF, Melochem, Melopas | Mélamine-formaldéhyde (aminoplastes) | années 1920                    |
| PF               | Bakélite, Cascophen, Catalin, toile bakélisée (Celoron), papier bakélisé, bois bakélisé, Fluosite, Hostaset PF, Luphen, Micarta, Peracite, Tego film, Trolitan, Tufnol               | Phénol-formaldéhyde (phénoplastes)   | 1910                           |
| PUR              | Baydur, Bayflex, Baygal, Cyanapren, Daltoflex, Definal, Desmodur, Desmolin, Estolan, Lupranat, Lupranol, Luvipren, Moltopren, Napiol, Scurane, Urepan, Voranol, Vulkolian, Vulkollan | Polyuréthanes réticulés              | 1940                           |
| UF               | Aerodux, Aerolite, Beckamin, Cascamite, Hostaset UF, Kaurit, Pollopas, Prystal, Urochem                                                                                              | Urée-formaldéhyde (aminoplastes)     | 1923                           |
| UP               | Hostaset UP, Leguval, Palatal, Pregmat, Ukapon, Vestopol | Polyesters insaturés                 | 1950                           |

| Codes ISO 1043-1 | Quelques noms commerciaux                                                                 | Polymères                                | Production industrielle depuis |
| PTFE             | Algoflon, Ertaflon, Fluon, Gaflon, Halon, Hostaflon, Polyflon, Soreflon, Téflon, Voltalef | Polytétrafluoroéthylène (fluoropolymère) | 1942                           |

Les polyimides, le polytétrafluoroéthylène et les silicones peuvent être classés dans les thermostables ou les polymères techniques.

## Économie
L'importance économique des matières plastiques est majoritaire dans la chimie industrielle. Leur percée est telle que leur consommation actuelle en volume est supérieure à celle des métaux.

### Production

Tendance asymptotique de l'évolution de la production à échelle planétaire ; au début des années 2000, plus de plastique a été créé en une décennie qu'au cours des 40 années précédentes. Depuis, la production a explosé. Le diagramme montrant la production de plastique à partir de 1950 en millions de tonnes ; plus de la moitié du plastique produit l'a été en 10 ans, de 2000 à 2020.

Évolution de la production des plastiques entre 1950 et 2012, en Europe et dans le monde.
l'Union européenne en produit proportionnellement moins, mais en importe beaucoup, de Chine notamment

#### Monde
Entre 1950 et 2017, selon l'Atlas du plastique de la fondation Heinrich-Böll, 9,2 Gt (milliards de tonnes) de matières plastiques ont été produites. Sur plus de 400 Mt (millions de tonnes) produites chaque année dans le monde, contre 2 Mt en 1950, 158 Mt sont utilisées par le secteur de l'emballage. 40 % environ des produits en plastique sont jetés au bout de moins d'un mois. 51% de tous les plastiques sont produits en Asie, où le plus grand producteur est la Chine.
La production mondiale de plastiques augmente régulièrement ; 1,5 Mt en 1950, 280 Mt en 2011, 311 millions de tonnes en 2014, 322 millions de tonnes en 2015. La production mondiale de plastiques cumulée depuis 1950 se monte à 8,3 milliards de tonnes (6,3 sont des déchets, dont seuls 9 % ont été recyclés, 12 % ont été incinérés et 79 % accumulés dans des décharges ou dans la nature) et pourrait atteindre 25 milliards de tonnes d’ici à 2050, selon une étude publiée le 19 juillet 2017 dans la revue Science Advances. Avec une production mondiale de ~54 Mt en 2001, le polyéthylène [(-CH2-)n] est un polymère de synthèse très consommé. Les plus répandus sont le polypropylène [(-CH2-CH(CH3)-)n], le polyéthylène, le poly(chlorure de vinyle) [(-CH2-CH(Cl)-)n], le polystyrène, le polyuréthane et le poly(téréphtalate d'éthylène) (PET, PETE).
Le PET et le poly(carbonate de bisphénol A) (PC, thermoplastique technique) connaissent une forte progression depuis les années 1990. La production totale du PET était de ~18 Mt en 2001.

#### Europe
La production de matières plastiques de l'Union européenne a augmenté de 10,2 % en 2021 ; elle dépasse de 4,7 % celle de 2019, après sa chute durant la crise du Covid-19.

#### France
La production de plastique a augmenté de 6,1 % en France en 2021 ; elle reste inférieure de 2 % à son niveau de 2019.
La production de plastique a augmenté de 7,8 % en France de 2016 à 2017. Chaque année, 11 200 tonnes de déchets plastique français sont déversés dans la mer Méditerranée. Les rivières sont également atteintes par la pollution aux microplastiques. Selon le commissariat général au développement durable, d'après PlasticsEurope (en 2019), 22 % des déchets plastiques du pays et 26 % des déchets d’emballages plastiques sont recyclés ; et des mesures visant à réduire ou supprimer l’utilisation du plastique sont présentes dans le plan Biodiversité (2018), dans la loi pour la reconquête de la biodiversité (2016), dans la loi de transition énergétique pour la croissance verte (2015), etc. La feuille de route pour l’économie circulaire vise 100 % des déchets plastiques recyclés en 2025.

### Consommation

Demande européenne de plastiques par secteur en 2012.

La production mondiale de matières plastiques a progressé de 4,5 % par an en moyenne depuis 1990, selon les estimations de PlasticsEurope pour 2018. La planète consomme trois fois plus de plastique qu'il y a 25 ans, 200 fois plus qu'en 1950. Le potentiel de croissance dans les pays émergents est énorme : un Africain ou un Indien utilise en moyenne 4 kg de plastique par an, contre 60 à 80 kg pour un Européen ou un Américain, selon l'Agence internationale de l'énergie (AIE). L'emballage est le principal débouché : 36 % de la consommation totale, suivi par la construction : 16 % et le textile : 15 %.
La consommation par habitant était de 92 kg de plastique en Europe occidentale en 2000. La consommation globale de plastique est passée de 5 Mt dans les années 1950 à presque 100 Mt en 2010.
Au sein de celle-ci, le plastique utilisé à des fins éphémères représente plus de 44 % du total ; les activités de packaging (emballage) forment la plus grande partie de cet usage « jetable » des plastiques et, au sein du packaging, le packaging à usage agroalimentaire représente plus de la moitié, en poids, du total.
En 2012, outre le packaging, les secteurs du bâtiment, de l'automobile, de l'électricité-électronique et de l'agriculture sont des forts consommateurs de plastiques.

### Applications

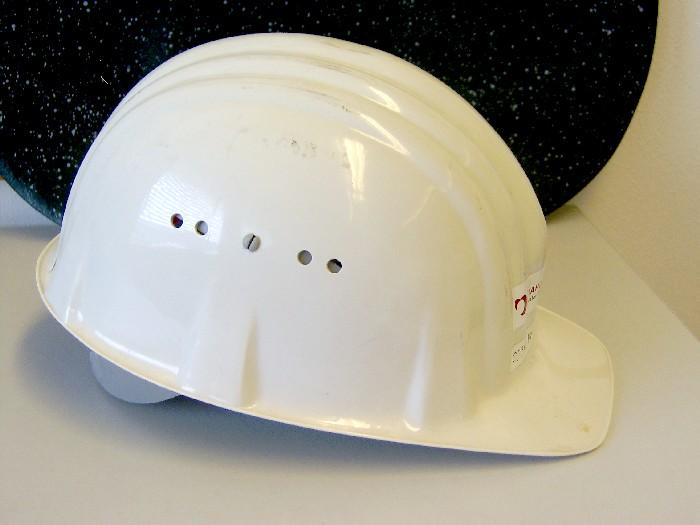
Casque de sécurité.

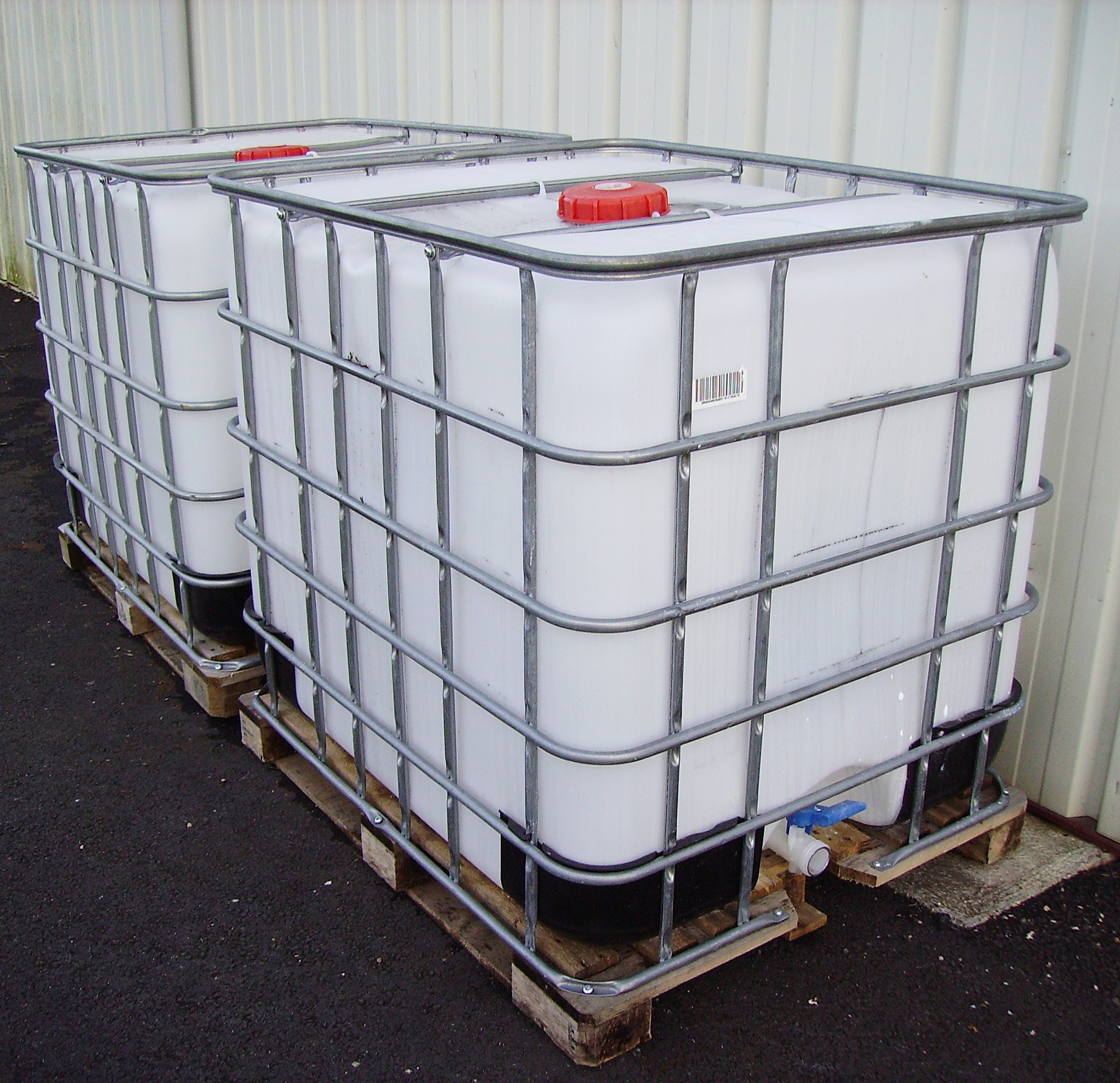
Conteneurs pour vrac.

De nombreux secteurs d'activité utilisent les matières plastiques :
- agriculture ;
- ameublement, articles de bureau ;
- articles ménagers et électroménagers ;
- emballage et manutention ;
- industries : du bois • chimique • électrique et électronique • métallique et métallurgique • papetière • des peintures, vernis et adhésifs (revêtements, mastics, insonorisants, etc.) • textile - vêtements et accessoires (casques…) ;
- jouets, loisirs et sports ;
- maroquinerie, chaussures et articles de voyage ;
- médecine, pharmacie et hygiène ;
- optique ;
- publicité (enseignes, panneaux) ;
- transports (automobile, ferroviaire, marine, aéronautique, aérospatial) ;
- travaux publics, génie civil et bâtiment ;
- etc.

## Bioplastiques
Le terme bioplastique désigne trois types de matières plastiques:
- les matières plastiques biosourcées (issues de la biomasse, surtout des plantes) et non-biodégradables ;
- les matières plastiques biosourcées et biodégradables (dont compostables) ;
- les matières plastiques issues de ressources fossiles (produits de la pétrochimie) et biodégradables.

Chacun de ces types de matière possède des caractéristiques spécifiques, notamment en terme d'impact environnemental.
Les bioplastiques représentaient 0.5% de la production totale de plastique en 2024, avec une production de 2 millions de tonnes de bioplastiques sur un total de 414 millions de tonnes de plastique produites.

### Matières plastiques biosourcées
Les plastiques biosourcés se veulent une alternative à l'utilisation de ressources fossiles, dans un contexte d'épuisement desressources pétrolières et de réduction d'émission de gaz à effet de serre pour limiter le changement climatique. 
Ainsi, une partie des matières premières utilisées pour leur fabrication provient de ressources renouvelables (surtout, le maïs, le blé, l'eucalyptus et la pomme de terre). A l'image des plastiques pétrosourcés, les plastiques biosourcés contiennent souvent une proportion significative d'additifs, qui ne sont pas forcément eux-mêmes biosourcés. Les plastiques biosourcés commercialisés contiennent entre 30 et 100 % de ressources renouvelables.
Les bioplastiques disponibles sur le marché sont plus chers que les plastiques d'origine pétrochimique. Cependant, l'augmentation de la part « ressources renouvelables » associée à l'augmentation des volumes de production aboutiront à une offre économiquement attractive.
Les bioplastiques restent cantonnés à des usages limités, principalement dans l'emballage (en remplaçant par exemple le PET, PETE), qui concentre 90 % de l'activité.

## Environnement

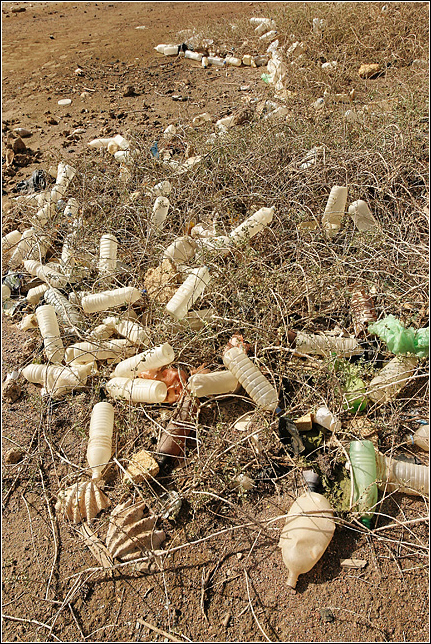
Outre qu'ils sont à l'origine d'une consommation importante de pétrole et d'une émission de gaz à effet de serre, les plastiques posent des problèmes environnementaux lorsqu'ils ne font pas l'objet d'un tri et d'un recyclage soignés, notamment lorsqu'ils contiennent du chlore (comme le PVC) et des métaux lourds toxiques tels le plomb ou le cadmium. Ici il s'agit de bouteilles s'accumulant dans les buissons du désert du Sinaï.

### Bilan écologique
Chaque année, plus de 10 millions de tonnes de plastiques finissent dans les mers et les océans ; une grande partie s'agglomère dans cinq gigantesques gyres dits « soupes de plastiques » ; peu reste en surface, l'essentiel finit sur les côtes ou sombre. Les microplastiques et nanoplastiques se retrouvent aujourd'hui dans tous les environnements.
Sa production a doublé en vingt ans et devrait à nouveau doubler dans les vingt ans et quadrupler avant 2050. Cette production émet d'énormes quantités de gaz à effet de serre ; d'après le Center for International Environmental Law, la production de plastique pourrait émettre 53,5 Gt (milliards de tonnes) de CO2 d'ici à 2050, et 56 Gt en ajoutant l'incinération, ce qui représenterait près de 10 % des émissions totales à ne pas dépasser pour respecter l'Accord de Paris sur le climat,.
Sous la pression des consommateurs, relayée par les industries utilisatrices de plastique, les producteurs de plastique cherchent des parades ; l'interdiction des sacs plastiques et des produits à usage unique, en particulier en Europe, ne concerneraient que 3 à 4 % de la demande mondiale de plastique, mais si la pression s'accroît encore et si le recyclage se développe fortement, la croissance annuelle du secteur du plastique pourrait se trouver potentiellement divisée par deux. En janvier 2019, une vingtaine de multinationales (productrices de matières plastiques, consommatrices d'emballages et acteurs de la gestion des déchets) ont lancé la controversée Alliance to End Plastic Waste (« Alliance pour l'élimination des déchets plastiques ») qui promet de dépenser au moins un milliard de dollars sur cinq ans pour financer des projets de collecte, de recyclage ou de nettoyage dans les pays émergents.
Si les écobilans des bouteilles et de nombreux objets sont complexes, de nombreux impacts sont reconnus. Et selon Nature (2022) « Si rien n'est fait, la production et l'élimination des plastiques seront responsables de 15 % des émissions de carbone autorisées d'ici 2050 si le monde veut limiter le réchauffement climatique à 1,5 °C au-dessus des températures préindustrielles ».

#### Phase de production
- Les combustibles fossiles (pétrole en particulier) utilisés pour la fabrication des matières plastiques sont des sources importantes de gaz à effet de serre.
- La mise en œuvre d'une matière plastique utilise souvent des granulés industriels semi-finis. Une quantité importante de ces granulés plastiques se retrouve dans le milieu naturel. Cette matière plastique de synthèse est présente sur les plages de toutes les mers du globe[71]. Ces petites billes, cylindres ou pastilles de plastique, sont appelés poétiquement « larmes de sirène ». L'origine de ces granulés dans l'environnement est connue : les déversements accidentels, le transport ou les utilisations inappropriées sont en cause[72]. Une évaluation initiale de la présence de ces granulés[73] a été réalisée en France en 2011 pour le processus européen de la Directive-cadre Stratégie pour le milieu marin (DCSMM) et le Bon état écologique[74].
- De nombreux additifs toxiques (plomb, cadmium en particulier) ont été utilisés pour la fabrication de certaines matières plastiques courantes, telles le PVC. La directive 2000/53/EC de l'Union européenne en interdit désormais l'utilisation (plomb, cadmium, mercure, chrome VI).

#### Phase d'utilisation
- Des substances chimiques, en particulier présentes dans le plastique, seraient « au premier rang des accusés » de la chute de la qualité des spermatozoïdes (réduite de 50 % depuis 1950) et des maladies liées à l'appareil génital à travers les perturbateurs endocriniens. Le 25 novembre 2008, le gouvernement français (à travers l'IRESP, structure de recherche créée par l'INSERM et vingt partenaires, et l'AFSSA) a organisé un colloque sur le thème : « Environnement chimique, reproduction et développement de l'enfant ». Les principaux composés incriminés sont les phtalates et le bisphénol A (BPA)[75], deux substances présentes dans certaines matières plastiques.
- Parmi les additifs les plus controversés figure le bisphénol A, très présent dans les plastiques alimentaires et notamment dans 90 % des biberons en 2008. Le BPA est un perturbateur endocrinien. L'Association médicale américaine a publié en octobre 2008 une étude concluant qu'une hausse de la concentration de BPA dans l'urine augmentait de 39 % les risques de diabète et de maladie cardiovasculaire. Au Canada, tous les biberons contenant du BPA ont été retirés du marché, en application du principe de précaution. En Europe, l'EFSA estime que les doses de BPA absorbées par les bébés sont trop faibles pour être dangereuses. Certains fabricants de biberons (Dodie, Philips AVENT) ont décidé en 2008 de fabriquer des biberons sans BPA mais commercialisés plus chers[76].
- L'émanation (relargage) de certains plastiques présents dans l'habitat urbain est connue[77].
- La combustion volontaire ou accidentelle de matières plastiques libère d'importantes quantités de fumées souvent épaisses et toxiques, ainsi dans certains cas que des produits tels les métaux lourds (plomb, cadmium, etc.) qui servaient à les stabiliser et/ou à les colorer. De nombreux fumigènes faits soi-même le sont avec du plastique, par exemple ceux à base de balles de ping-pong[78]. Selon les pompiers, « dix kilos de plastique qui brûlent, cela fait 25 000 mètres cubes de fumées »[79].

#### Déchets

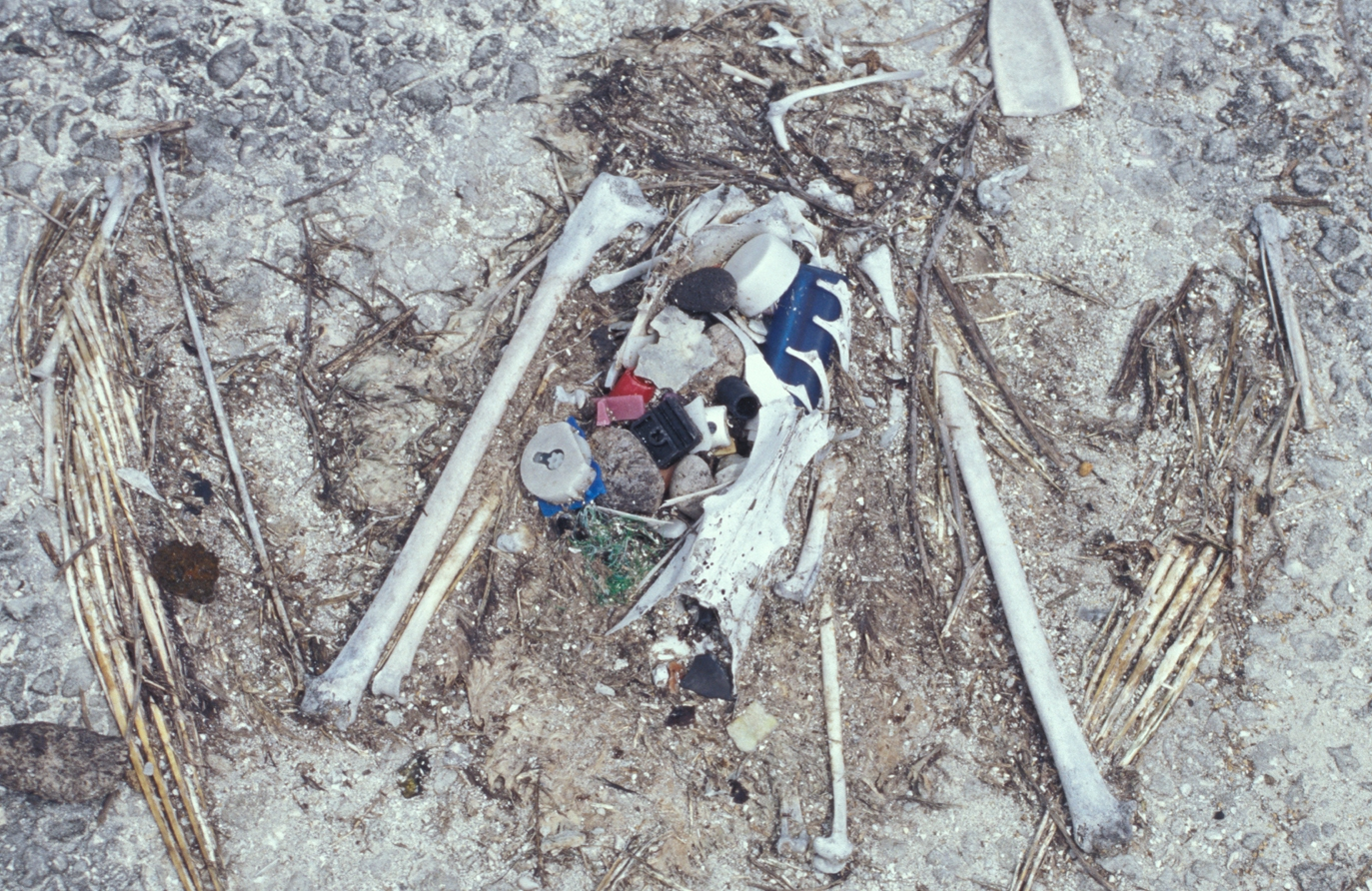
Déchets plastiques ingérés par un albatros, probablement à l'origine de sa mort.

Les plastiques, à la différence des polymères naturels, sont peu dégradables et mal biodégradés. Parmi les produits finaux de dégradation, certains de leurs additifs sont des perturbateurs endocriniens, et d'autres (métaux lourds, colorants ou stabilisants) sont toxiques et non biodégradables. Dans les années 1980, on a constaté que des milliards de petits fragments de plastiques (dont fils de nylon, rayonne, etc. perdus par les filets, mais aussi les textiles et fils de couture) étaient apportés en mer, jusque dans l'océan Austral, bien au sud de la convergence antarctique, en mer de Ross. On en a depuis trouvé dans toutes les mers du globe. Les impacts environnementaux sont importants à moyen ou long terme, en particulier quand les plastiques se dégradent en petites particules et participent au transport de polluants organiques et organométalliques ou autres (pesticides, hydrocarbures…) qui peuvent être absorbés par les animaux filtreurs et les poissons et ainsi s'insérer dans la chaîne alimentaire.
Les plastiques flottants deviennent des déchets marins qui, même dans des zones éloignées (à plus de 2 000 milles marins du continent le plus proche pour les îles Midway), tuent des espèces protégées et menacées. Les sacs plastiques mangés par des tortues qui les confondent avec des méduses ne sont qu'un des exemples. Un autre problème est celui de nombreux albatros qui meurent, le gésier et l'estomac pleins de dizaines de jouets et objets en plastique, qu'ils ont ingéré en mer ou que leurs parents leur ont apportés au nid. Ces objets sont apportés par les parents à leurs poussins comme s'il s'agissait de nourriture (ils étaient couverts d'œufs ou d'organismes marins comestibles) et à la différence des os ou arêtes avalés par les oiseaux, ils ne peuvent être dissous par les sucs digestifs d'aucun animal, ni ressortir de l'estomac des poussins ou adultes qui finissent par en mourir. Les poussins d'albatros sont ainsi nombreux à mourir d'inanition après avoir ingéré parfois plusieurs dizaines d'objets en plastique (bouchons, morceaux de stylos, gadgets et autres jouets pour enfants, débris de récipients, etc.). On estime que la proportion d'oiseaux marins ingérant du plastique est passée de 5% dans les années 1960 à 90% dans les années 2020.

Selon une étude publiée en 2011 par l'Institut océanographique de San Diego (Californie), on trouvait en 2009 des morceaux de plastique ingérés dans 1 poisson sur 10 dans le Pacifique Nord, et les poissons vivant aux profondeurs moyennes en ingèreraient 24 000 t/an environ.
Sur la rive nord de la mer Méditerranée, au large des grandes agglomérations, les déchets solides, constitués à 75 % de plastiques, polluent les fonds marins. La tortue marine, espèce en danger pour l'UICN, s'étouffe avec des sacs plastiques qu'elle prend pour des méduses.
La combustion de la plupart des matières plastiques libère de nombreux polluants et toxiques, en particulier lorsqu'il s'agit de PVC (organochloré)[réf. souhaitée].
En 2012, l'Union européenne plus la Norvège et la Suisse ont produit 25 millions de tonnes de déchets plastiques ; le taux (approximatif) de recyclage des plastiques est égal à 2 % au niveau mondial, à 25 % en Europe et à 20 % en France.
Le vortex de déchets du Pacifique nord, le plus grand vortex de déchets au monde, contient une telle accumulation de plastique qu'il est surnommé le « septième continent ». Une étude du WWF parue en 2019 indique que la quantité de déchets plastiques accumulée dans l’océan pourrait doubler d’ici 2030 et atteindre 300 millions de tonnes.
Un autre phénomène, encore émergent, est la diffusion massive depuis les années 1990 de microplastiques et microbilles de plastique dans des centaines de produits cosmétiques, dentifrices, savons et shampoings, que l'on retrouve sous forme de déchets mal retenus par les stations d'épuration, dans les cours d'eau, les lacs et la mer.

##### Dans l'alimentation humaine
Le poisson et les fruits de mer sont une source importante de protéines pour les humains (6,1 % des protéines alimentaires dans le monde en 2007). Les microplastiques ingérés par les poissons, mollusques bivalves et crustacés sont consommés par l'homme qui est situé en fin de réseau trophique. Selon un rapport commandé par le WWF à l'université de Newcastle (Australie), et publié en 2019, un individu moyen pourrait ingérer jusqu'à cinq grammes de plastique chaque semaine.

##### Recherches de solutions
Plusieurs chercheurs s'intéressent à la biodégradation du plastique par des microorganismes. En 2019, des chercheurs de l'université technique de Crète ont notamment découvert que des bactéries étaient capables de digérer le plastique. Ils utilisèrent pour cela deux types de plastiques altérés, du polyéthylène et du polystyrène, qu’ils introduisirent dans une solution salée contenant soit des bactéries pélagiques, soit des bactéries capables de vivre uniquement avec du plastique comme source de carbone. Les scientifiques ont suivi les matériaux durant 5 mois. Les résultats montrèrent que le poids du polyéthylène avait chuté de 7 % et celui du polystyrène de 11 %, donnant ainsi un espoir pour détruire efficacement la pollution plastique océanique et marine.
En 2019, l’ONG néerlandaise The Ocean Cleanup présente The interceptor, péniche autonome et fonctionnant à l'énergie solaire dont l'objectif est de récupérer les déchets présents dans les rivières à l'aide de flotteurs. Automatique, une fois les bennes remplies, le bateau les ramène vers un centre de tri. Deux prototypes sont expérimentés en Indonésie et en Malaisie.

### Recyclage

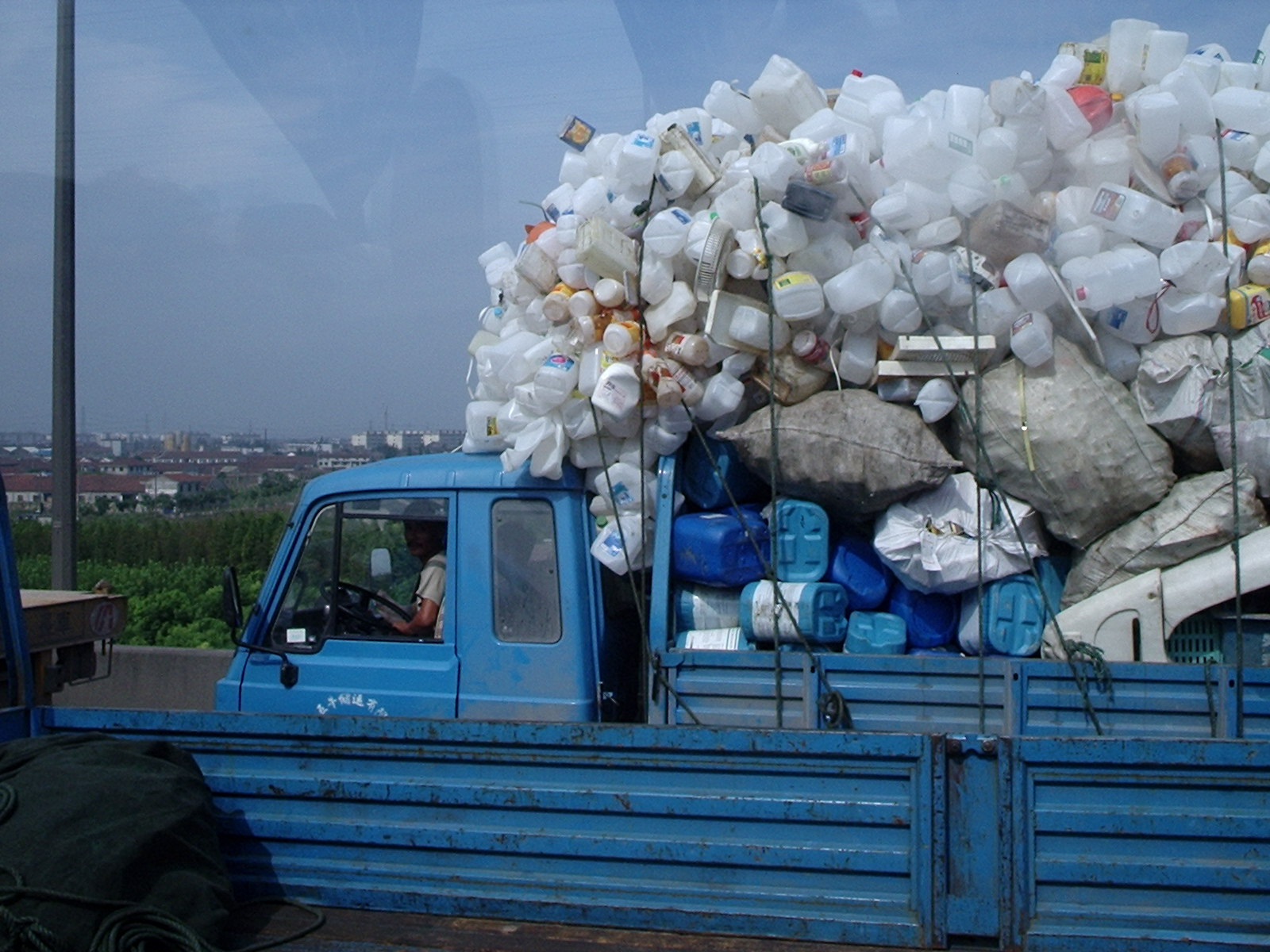
Principe du recyclage : les matières thermoplastiques, à la différence des matières thermodurcissables ou des élastomères, peuvent être récupérées, broyées et transformées pour être réutilisées (ici en Chine).

Le recyclage est un procédé de traitement des matériaux qui permet de réintroduire, dans le cycle de production d'un produit, des matériaux qui le composent.
Selon l'Atlas du Plastique de la Fondation Heinrich-Böll, sur les 9 200 Mt de plastiques produites entre 1950 et 2017, seules 600 Mt ont été recyclées ; 900 Mt ont été incinérées, 2 200 Mt sont en cours d'utilisation et 5 000 Mt ont été jetées. En 2017, seulement 14 % des emballages plastiques sont recyclés. La France est un des principaux consommateurs de plastique en Europe : elle en utilise 4,8 Mt par an, soit 70 kilogrammes par habitant. Les emballages sont le premier secteur consommateur de plastique (45 %) ; ils sont responsables de près de 60 % des 3,5 Mt de déchets plastiques produits chaque année, et leur taux de recyclage est de 26 %.
La problématique quant au recyclage des polymères provient essentiellement du fait que ces derniers sont rarement utilisés seuls. Pour faciliter la mise en forme, les procédés industriels ont souvent recours à des plastifiants et des charges. En effet, la fabrication d'une bouteille en plastique « recyclé » par exemple nécessite d'une part du plastique recyclé, et d'autre part du plastique vierge. Le pourcentage actuel de plastique recyclé dans une bouteille en plastique avoisine les 25 %. Certaines marques comme Évian veulent atteindre un taux de 100 %. D'autres entreprises (Coca Cola par exemple), sont parfois montrées du doigt car elles disent vouloir atteindre un certain taux alors qu'en réalité il semblerait qu'elles ne fassent aucun effort pour atteindre leur objectif. Cependant, des nouveaux procédés permettent de recycler les polymères en fin de vie.
En raison de leur pouvoir calorifique élevé, ils permettent par incinération d'en obtenir une valorisation énergétique (production d'électricité ou de chaleur à usage industriel ou domestique). On peut aussi procéder par :
- traitement mécanique (lavage, tri, broyage, séparation) ;
- traitement thermochimique (solvolyse, pyrolyse, réaction chimique).

La plupart des emballages des produits de la vie quotidienne sont à base de matières plastiques. De nombreuses étapes de transformation du polymère sont pour cela nécessaires. Chaque opération ajoute une valeur au produit. La tendance constatée est que le coût de recyclage augmente considérablement si l'on désire un matériau d'une grande pureté.
Pour aider au recyclage des articles jetables, la Société de l'industrie plastique a conçu en 1988 un système de marquage par type de matière plastique, le code d'identification des résines. Un emballage utilisant ce système est marqué d'un triangle fléché à l'intérieur duquel se trouve un numéro indiquant le type de plastique utilisé :
1. PET ou PETE : poly(téréphtalate d'éthylène) : utilisé habituellement pour les bouteilles d'eau minérale, de sodas et de jus de fruits, les emballages, les blisters, les rembourrages. Sa dangerosité pour la santé fait débat. Une étude a suggéré que le plastique des bouteilles libère dans l'eau des perturbateurs endocriniens[96], or les conclusions et la méthodologie de cette étude ont été contestées par d'autres experts et des agences de sécurité alimentaire[97] ;
2. HDPE ou PEHD : polyéthylène haute densité : certaines bouteilles, flacons, et plus généralement emballages semi-rigides. Considéré comme sans danger pour l'usage alimentaire ;
3. V ou PVC : polychlorure de vinyle : utilisé pour les canalisations, tubes, meubles de jardin, revêtements de sol, profilés pour fenêtre, volets, bouteilles de détergents, toiles cirées. Potentiellement dangereux pour l'usage alimentaire (peut contenir des dioxines, du bisphénol A, du mercure, du cadmium) ;
4. LDPE ou PEBD : polyéthylène basse densité : bâches, sacs poubelles, sachets, films, récipients souples. Considéré comme sans danger pour l'usage alimentaire ;
5. PP : polypropylène : utilisé dans l'industrie automobile (équipements, pare-chocs), jouets, et dans l'industrie alimentaire (emballages). Considéré comme sans danger pour l'usage alimentaire ;
6. PS : polystyrène : plaques d'isolation thermique pour le bâtiment, barquettes alimentaires (polystyrène expansé), couverts et gobelets jetables, boitiers de CD, emballages (mousses et films), jouets, ustensiles de cuisine, stylos, etc. Dangereux, notamment en cas de combustion (contient du styrène) ;
7. OTHER ou O : tout plastique autre que ceux nommés de 1 à 6. Inclut par exemple les plastiques à base de polycarbonate ; les polycarbonates de bisphénol A sont potentiellement toxiques.

À partir de 2014, des pays développés comme la Chine refusent l'importation de déchets plastiques en provenance des États-Unis, en raison de différents commerciaux ou de guerre commerciale,.
À partir de 2018, des pays en développement comme la Chine et l'Indonésie refusent l'importation de déchets plastiques destinés au recyclage.
Aux États-Unis, seule une petite partie des plastiques 1 et 2 sont recyclés.

## Projet de traité international
Les pourparlers sur un traité juridiquement contraignant ont démarré en 2022, sous l'égide du PNUE, et devraient durer deux à trois ans.